# VW Golf VIII
Der VW Golf VIII (Typcode CD) ist die achte Generation des VW Golf. Er wurde am 24. Oktober 2019 in der Autostadt in Wolfsburg der Öffentlichkeit vorgestellt und steht seit Dezember 2019 bei den deutschen VW-Händlern. Der Kombi („Variant“) wurde am 9. September 2020 vorgestellt. Eine überarbeitete Version der Baureihe präsentierte Volkswagen am 24. Januar 2024. Sie kam im Juli 2024 auf den Markt.
In Nordamerika wird der Golf VIII nur noch als GTI und R angeboten. Diese Modelle machten dort in den vergangenen Jahren zusammen rund die Hälfte aller verkauften Golf aus. Die Produktion des Golf im mexikanischen Puebla lief im Januar 2021 aus, weshalb GTI und R nun aus Deutschland dorthin exportiert werden. Volkswagen-Kunden in Nordamerika bleiben in diesem Segment zusätzlich noch der Jetta VII und seit 2021 der Taos. In China wird der Golf weiterhin in Foshan von FAW-Volkswagen gebaut.
Die Typenbezeichnung lautet CD. Volkswagen hat die Entwicklungskosten mit 1,8 Milliarden Euro beziffert. Die Fertigungszeit pro Fahrzeug ist eine Stunde geringer als die des Golf VII.

## Modellgeschichte

### Allgemeines
Der Golf VIII basiert auf dem weiterentwickelten Modularen Querbaukasten (MQB evo). Der Golf VII basiert auf dem MQB der ersten Generation. Die Abmessungen sind ähnlich denen des Vorgängermodells: Der Radstand blieb annähernd gleich; Breite, Höhe und damit auch die Stirnfläche wurden etwas verkleinert. Die Karosserievariante Dreitürer sowie der Golf Sportsvan werden nicht mehr gebaut.
Das äußere Erscheinungsbild wurde von Felipe Montoya und Marco Pavone entwickelt. Mit der Modellpflege 2024 änderte es sich nur geringfügig.

### Karosserie und Ausstattung
Als neue äußere Ausstattungsmerkmale sind nun alle Leuchtmittel mit Ausnahme der Blinker der Frontscheinwerfer des Basismodells in LED-Technik ausgeführt. Die bereits aus dem Touareg und Passat bekannten Matrix-LED-Scheinwerfer sind gegen Aufpreis lieferbar. Zudem lassen sich bei den Scheinwerfern einzelne LED-Felder austauschen. Bei marktüblichen LED-Scheinwerfern ist bei einem Defekt ein Gesamtaustausch notwendig, so auch beim Vorgängermodell. Die Motorhaube wird nicht mehr von zwei Gasdruckfedern, sondern mit einem Stab offen gehalten, wie es beim Škoda Octavia I bis III üblich war.
Im Innenraum gibt es zwei digitale Displays: Eins zur Darstellung der Anzeigen (die Größe dieses Displays beträgt immer 26 cm bzw. 10,25″), das zweite zentrale Display ersetzt verschiedene Bedienelemente. Das Bedienkonzept basiert auf dem modularen Infotainment-Baukasten der dritten Generation (MIB III). Dabei können beim höherwertigen Discover Pro über eine spürbare Vertiefung (Touchslider) die Lautstärke und die serienmäßige Klimaautomatik geregelt werden. Beim Radio Composition ist die Klimabedienung nur über den Touchscreen möglich. Licht sowie die Front- und Heckscheibenheizung werden über ein digitales Tastenfeld geschaltet. Mit der Überarbeitung 2024 wurde das Infotainment-System auf die vierte Generation (MIB IV) aktualisiert. Außerdem sind fortan die Touchslider beleuchtet. Die Lenkstockhebel und die Schalter für die Fensterheber wurden vom Vorgänger übernommen. Fahrzeuge mit Doppelkupplungsgetriebe sind mit einem elektronischen Shift-by-Wire-System ausgestattet, bisher war das System mechanisch. Ebenso ist ein Head-up-Display aufpreispflichtig lieferbar. Die Kleiderhaken an der B-Säule sind entfallen. Die A-Säulenverkleidung ist nicht mehr aus Stoff, sondern hat die gleiche Oberfläche wie die Verkleidungen der B- und der C-Säule. Es gibt keine Verkleidung mehr an dem Spiegeldreieck innen; auch die Dekorleisten an den hinteren Türverkleidungen sind entfallen. Der Tankinhalt wurde beim Basismodell auf 45 Liter verkleinert.
Zudem gibt es jetzt eine Drei-Zonen-Climatronic und beheizbare Sitze hinten.
Der Logikschalter des Schiebedachs wurde durch einen Slider ersetzt, bei dem man mit Wischen und Drücken das Dach öffnet, schließt oder in Kippstellung fährt. Die Dekorblende des Panoramadachs wurde auch geändert und sitzt jetzt nur noch vor dem Glasdeckel; seitliche Dekorblenden wie beim Golf VII gibt es nicht.
Die Innenraumbeleuchtung wird durch „touch“ gesteuert: beim kurzen Antippen der Leuchte geht sie entweder an oder aus, durch Drücken und längeres Halten kann man jede Leuchte dimmen.
Ein rahmenloser Innenspiegel wie im Golf VII wird nicht eingesetzt.
Die bisherigen Ausstattungspakete Trendline, Comfortline und Highline werden nicht fortgeführt. Es gibt neben der Basisvariante, genannt Golf, die Linien Life, Style und R-Line. Letztere ersetzt die aufpreispflichtigen R-Line-Pakete des Vorgängers. Beim Golf VIII ist es nicht möglich, nur einen Teil des R-Line Paketes zu bestellen. In Österreich wurde im März 2023 das Sondermodell Rabbit 45 eingeführt, das die beliebtesten Ausstattungselemente der Baureihe mit sich bringt. Zum Verkaufsstart der modellgepflegten Version wurde anlässlich des 50-jährigen Bestehens der Golf-Baureihe das Sondermodell Edition 50 auf Basis des Style eingeführt. Zur Fußball-Europameisterschaft 2024 präsentierte Volkswagen das Sondermodell Goal, das durch besondere Schriftzüge und glanzschwarzene Leichtmetallfelgen erkennbar ist.

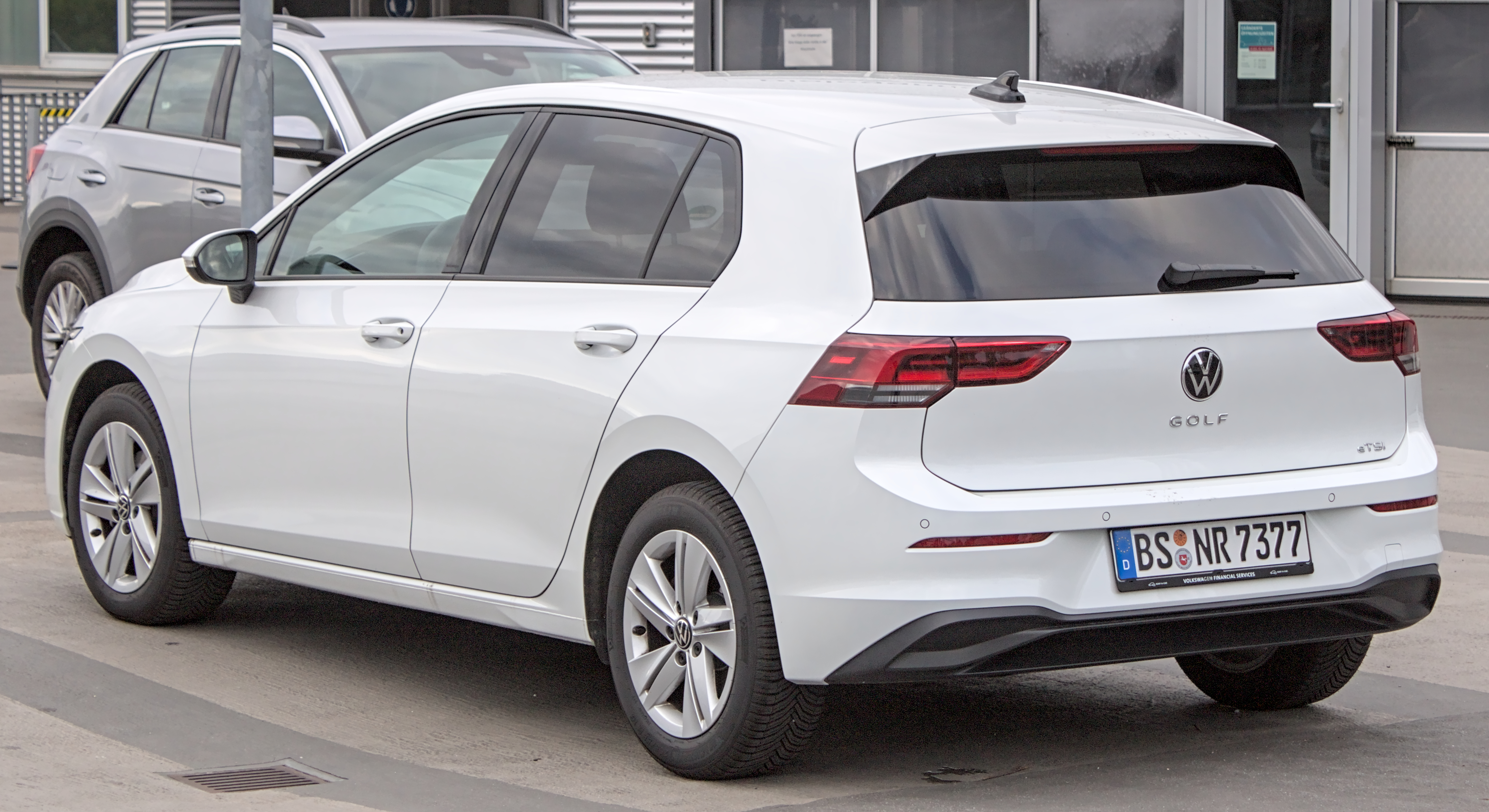
Heckansicht
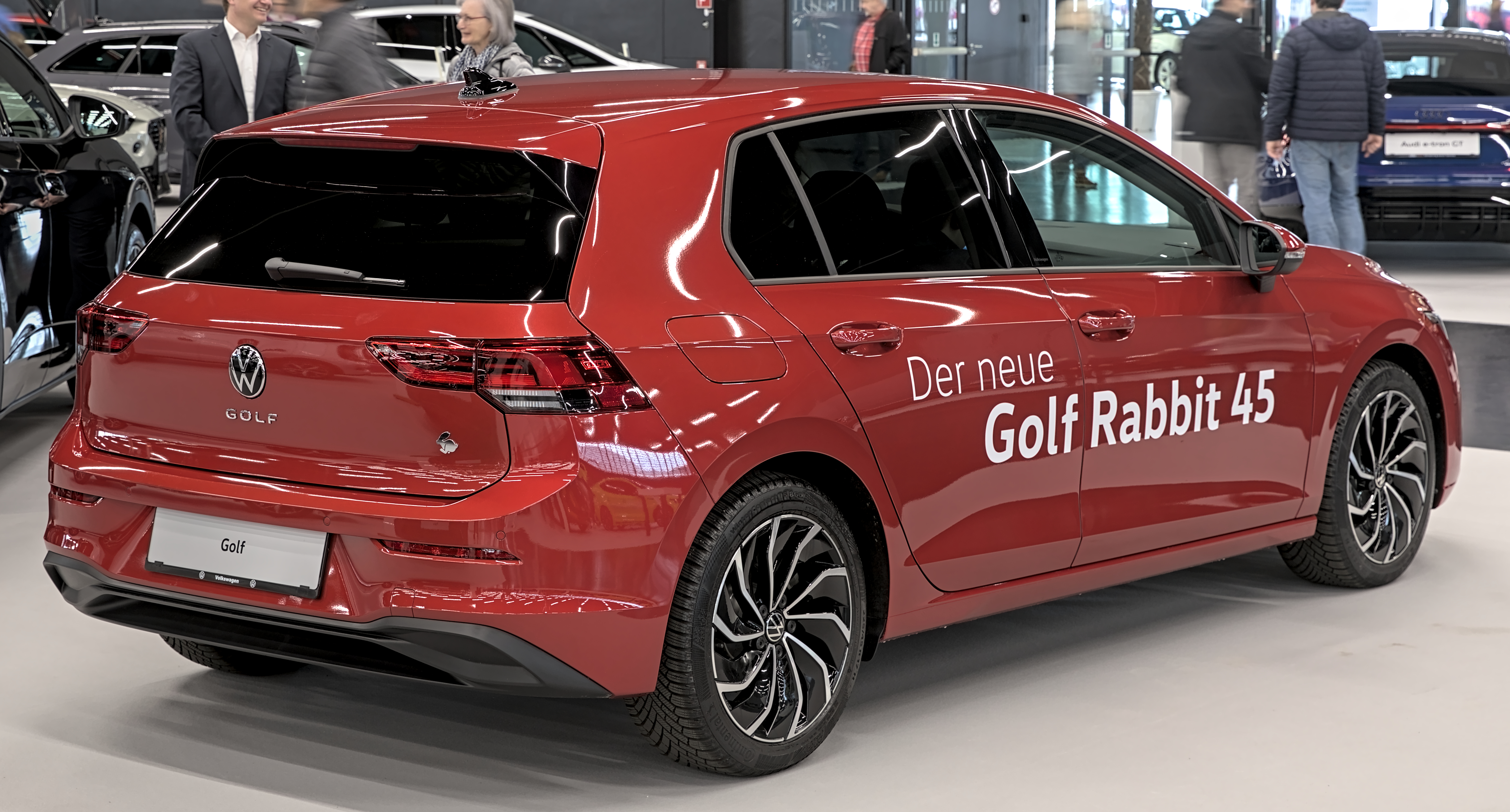
VW Golf Rabbit 45 (2023)
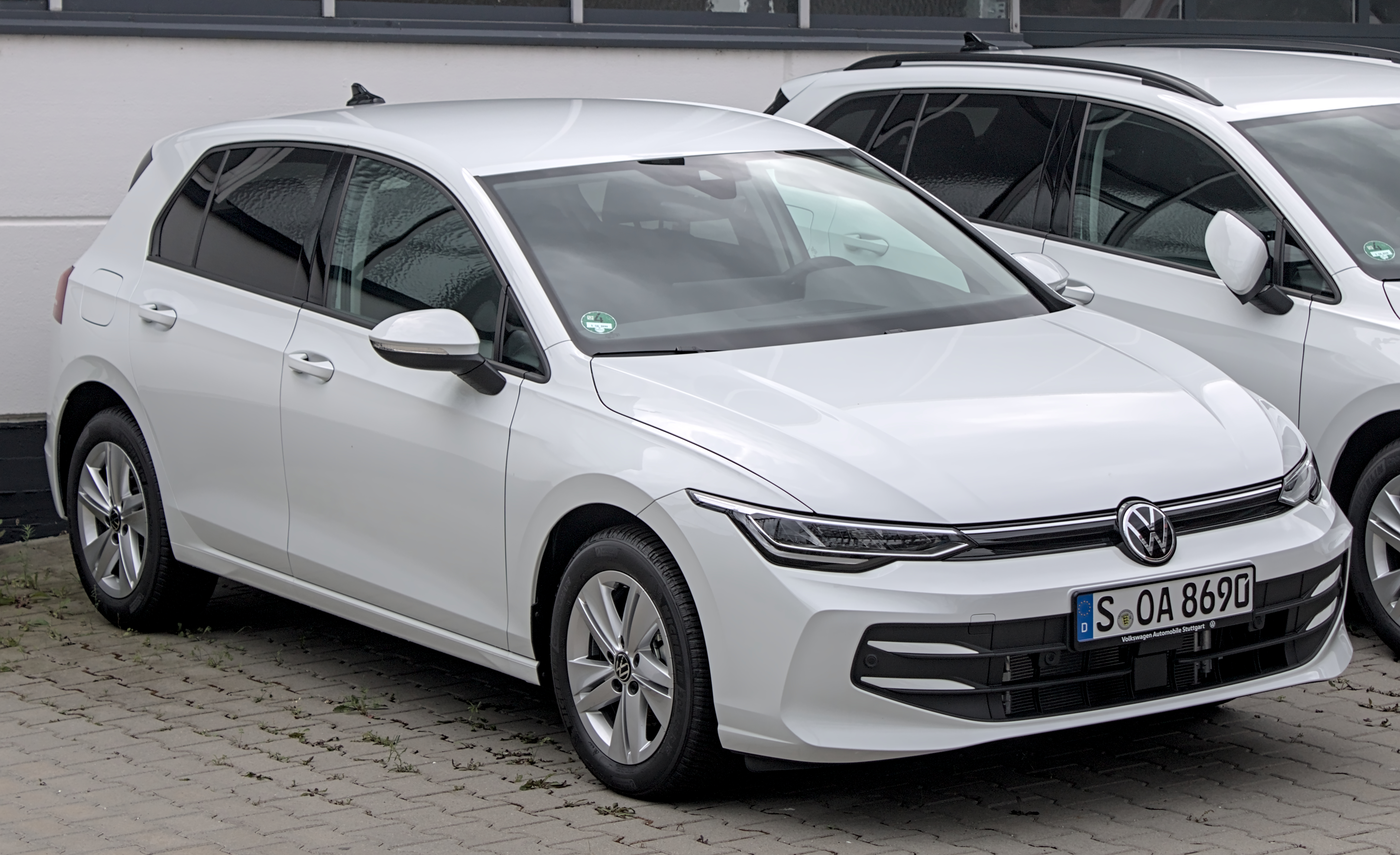
VW Golf (seit 2024)
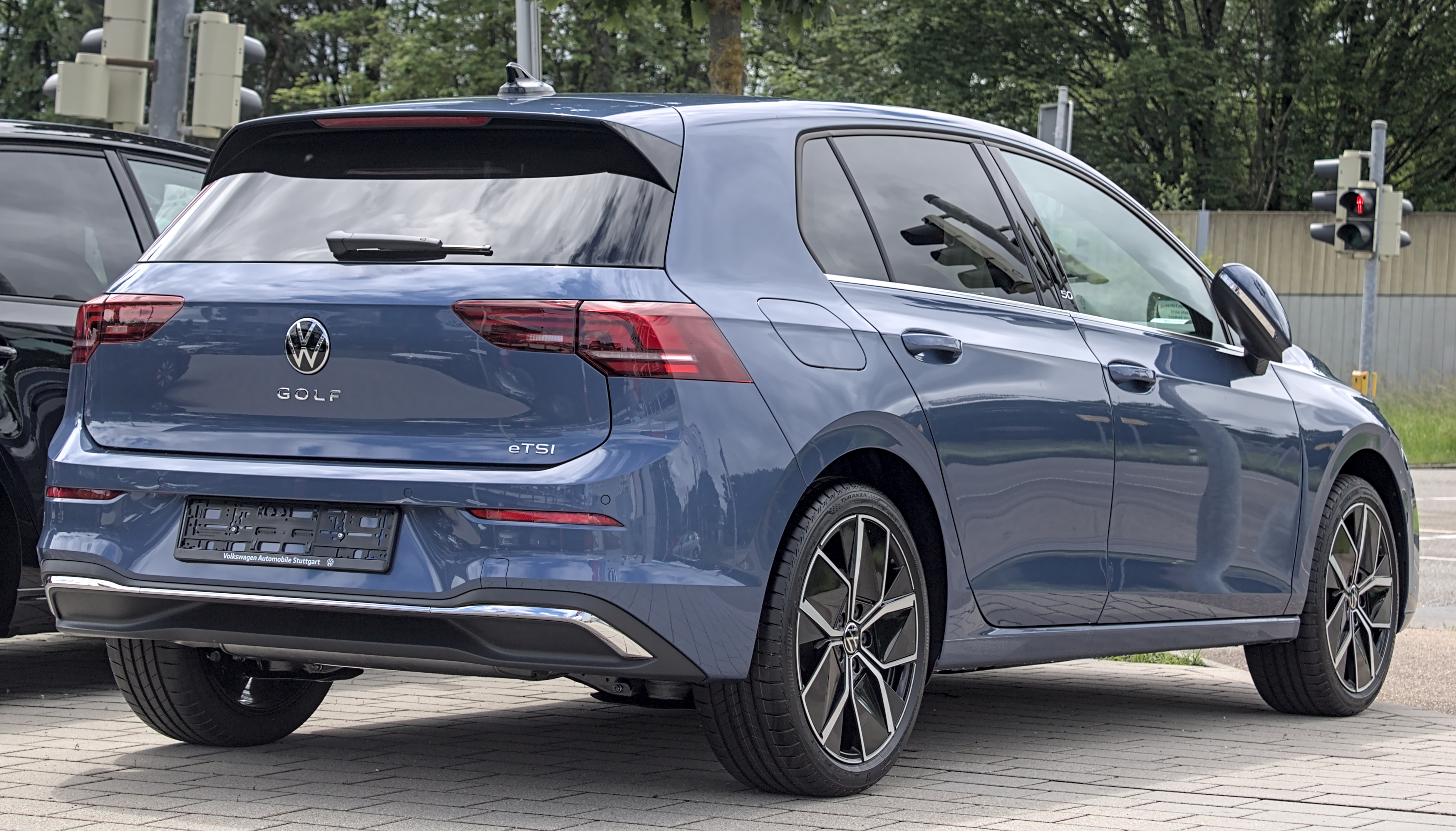
VW Golf Edition 50 (2024)
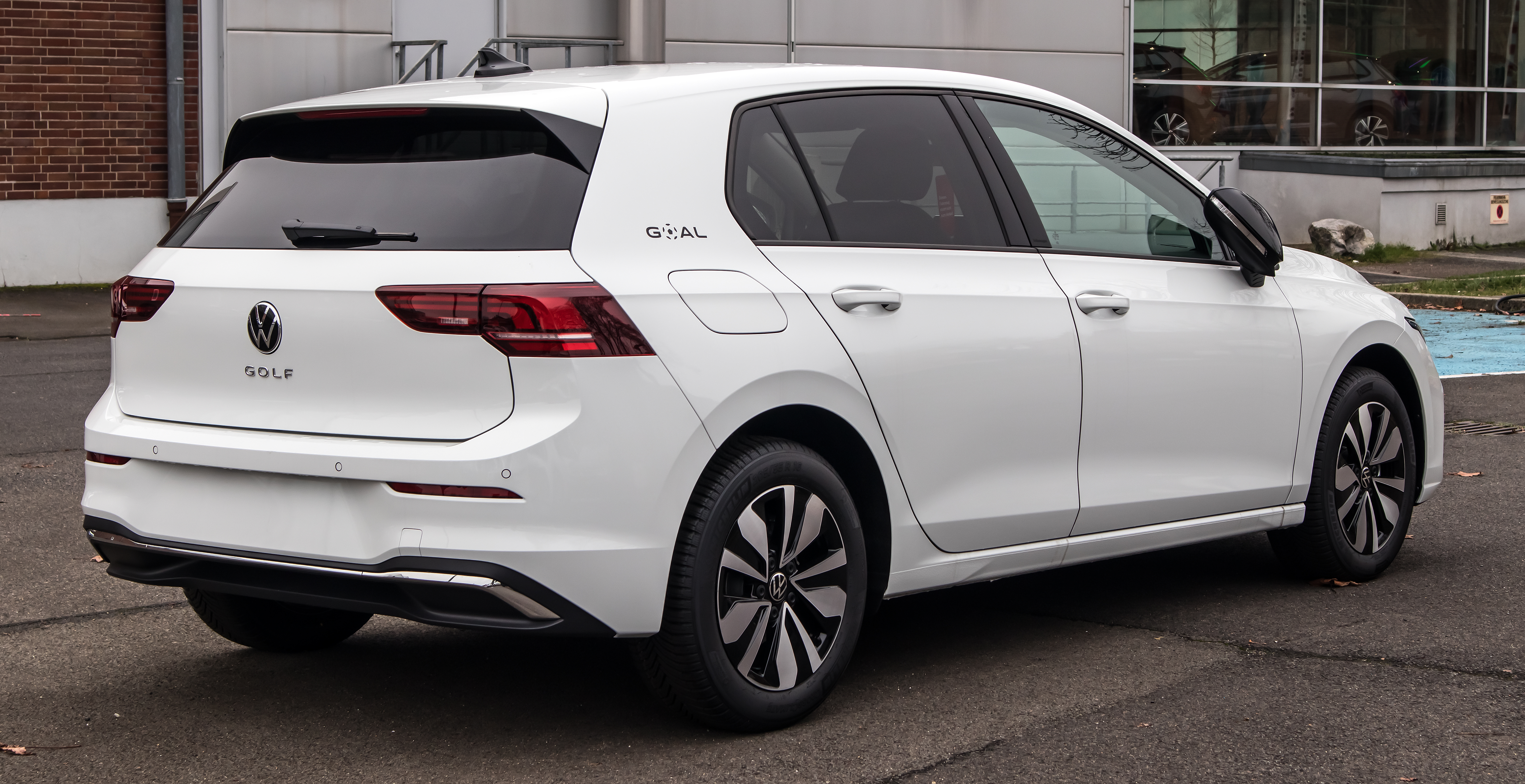
VW Golf Goal (2024)
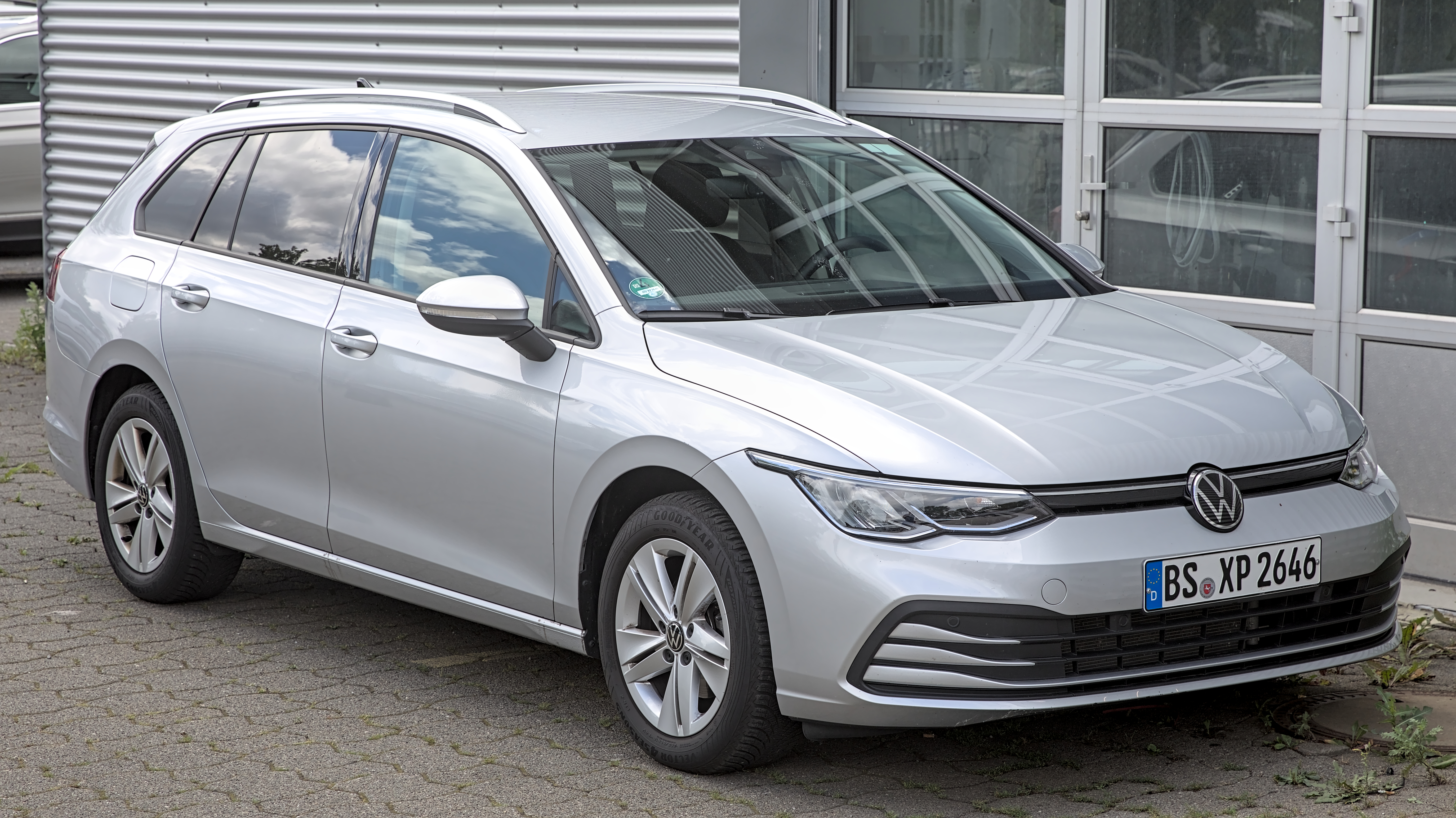
VW Golf Variant (2020–2024)
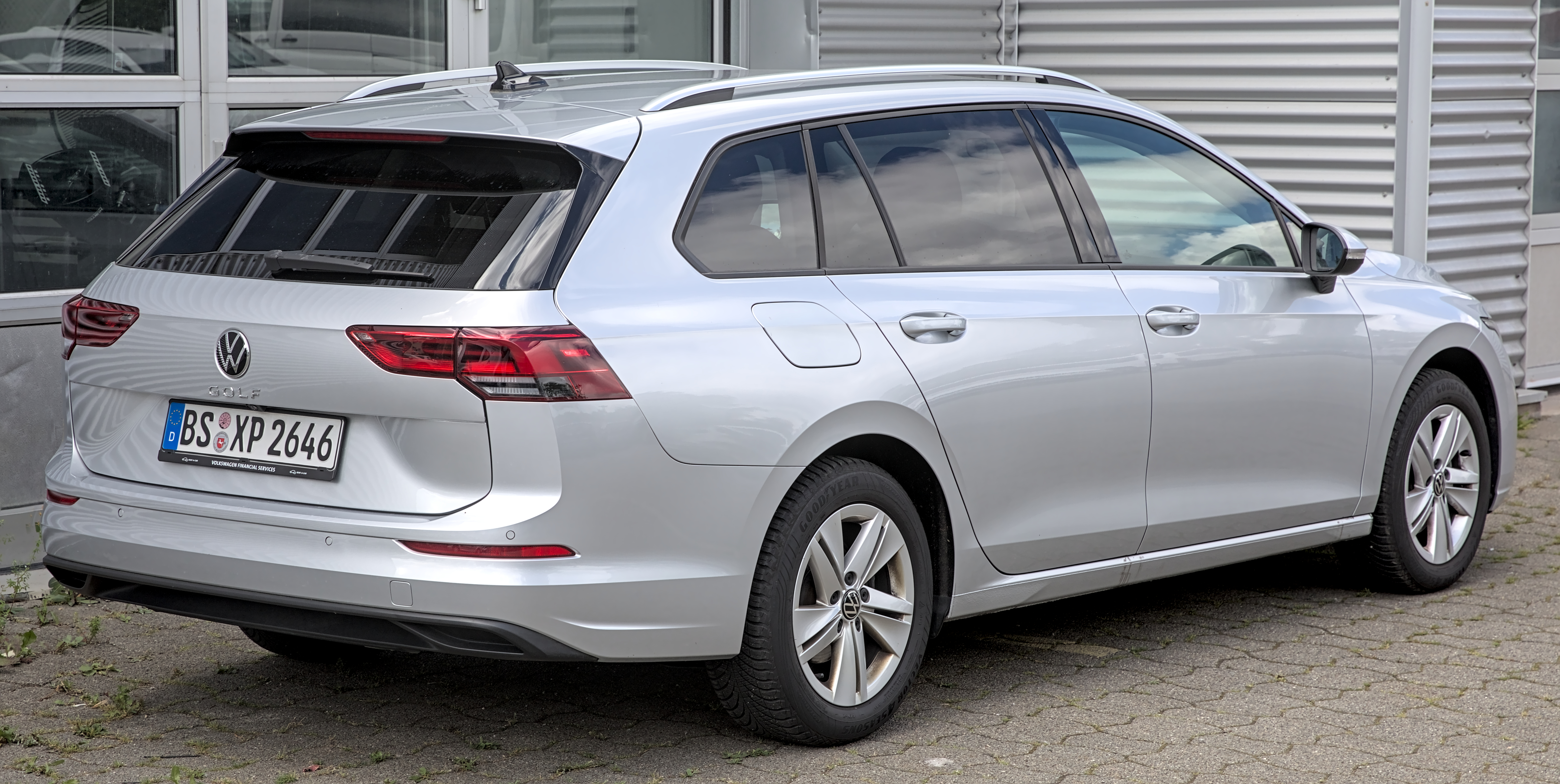
Heckansicht
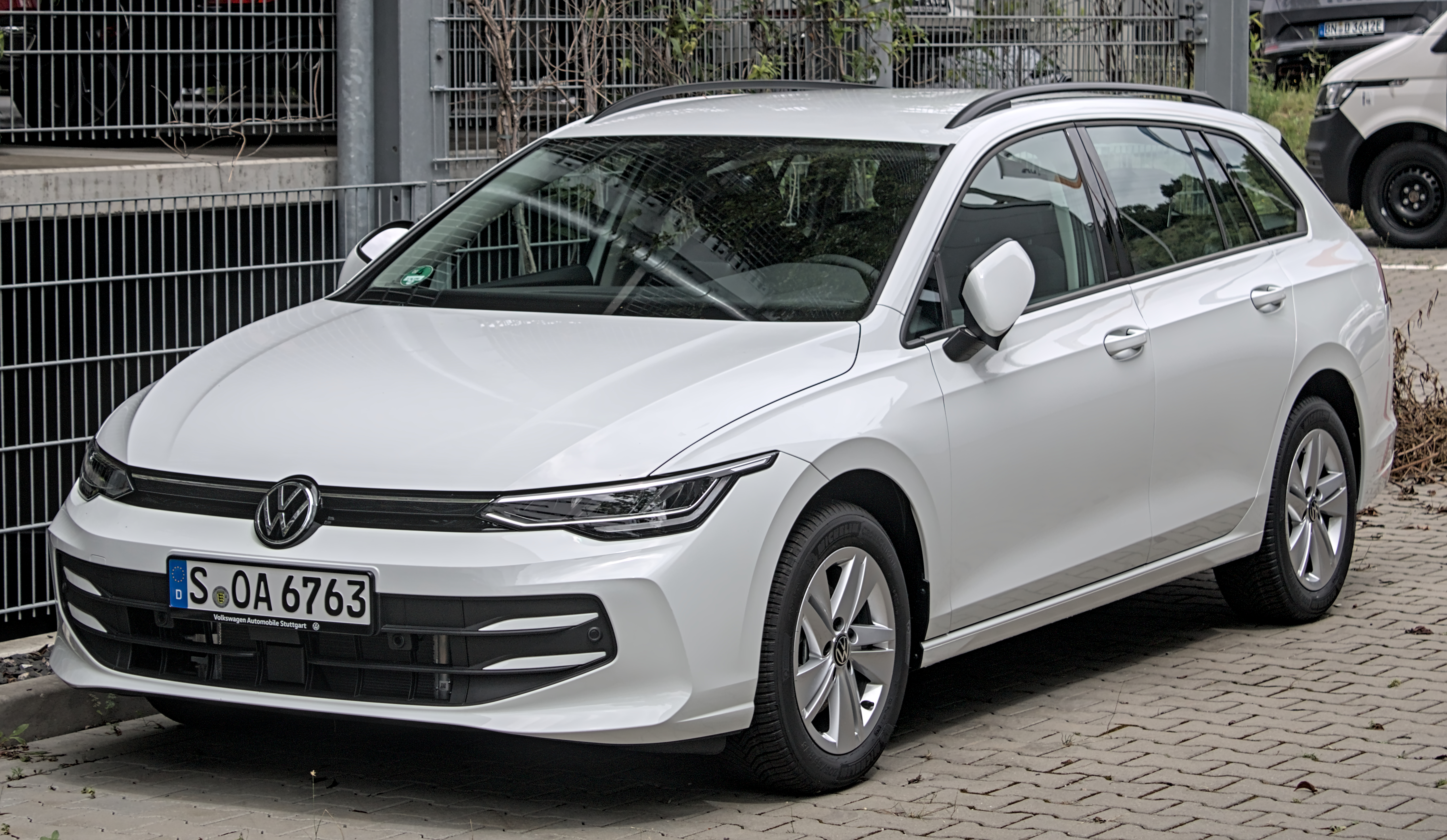
VW Golf Variant (seit 2024)
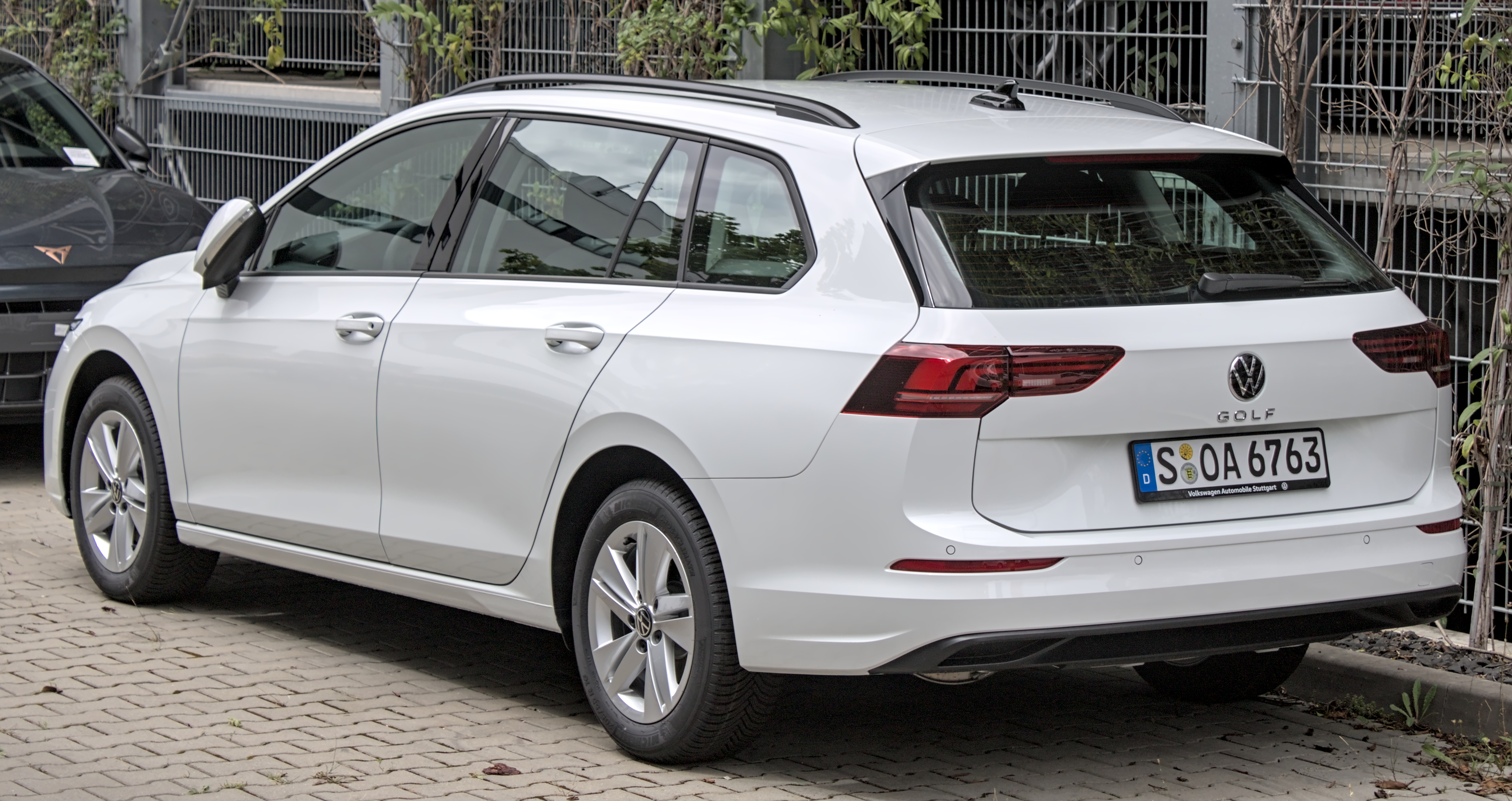
Heckansicht
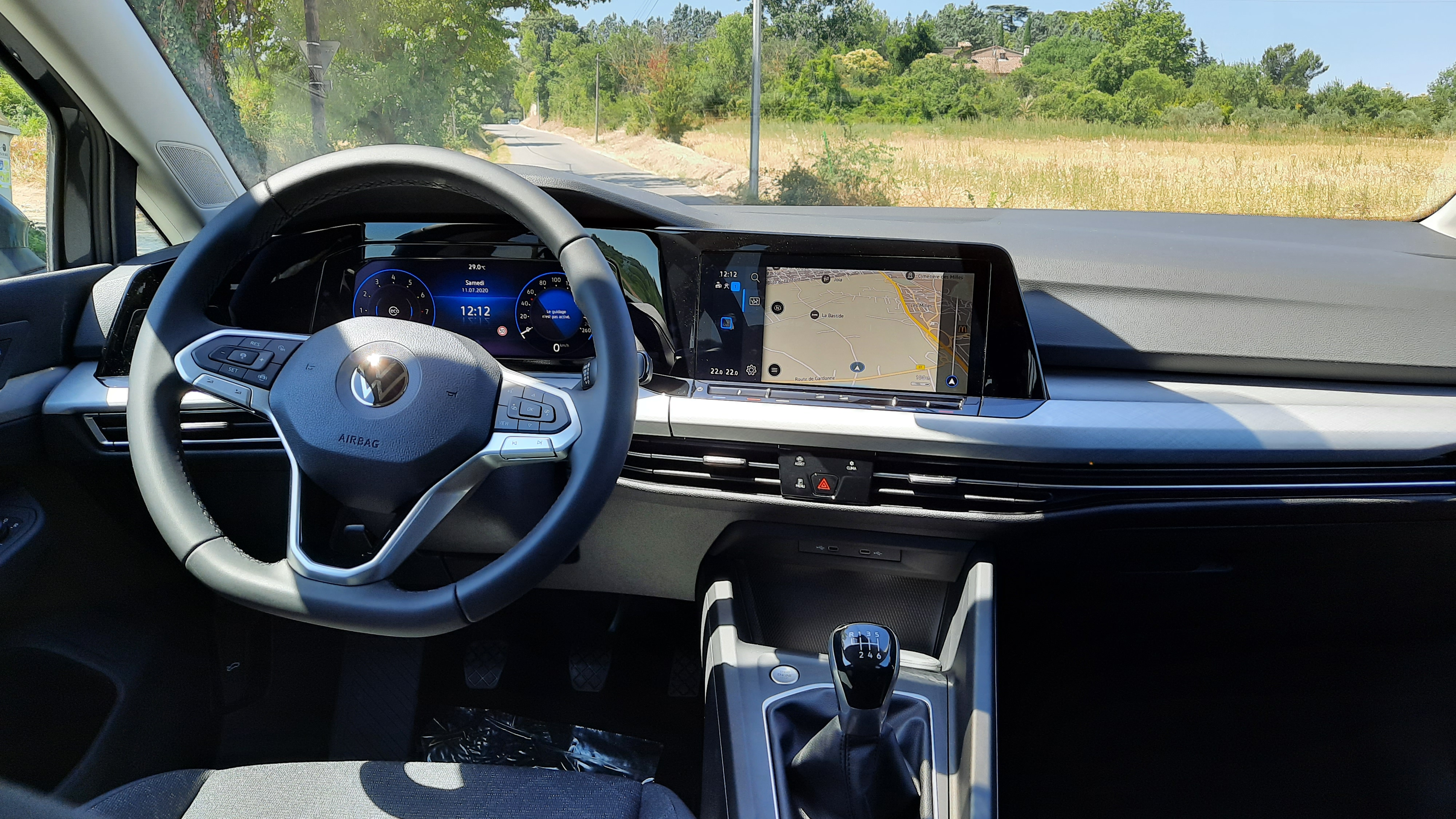
Innenansicht
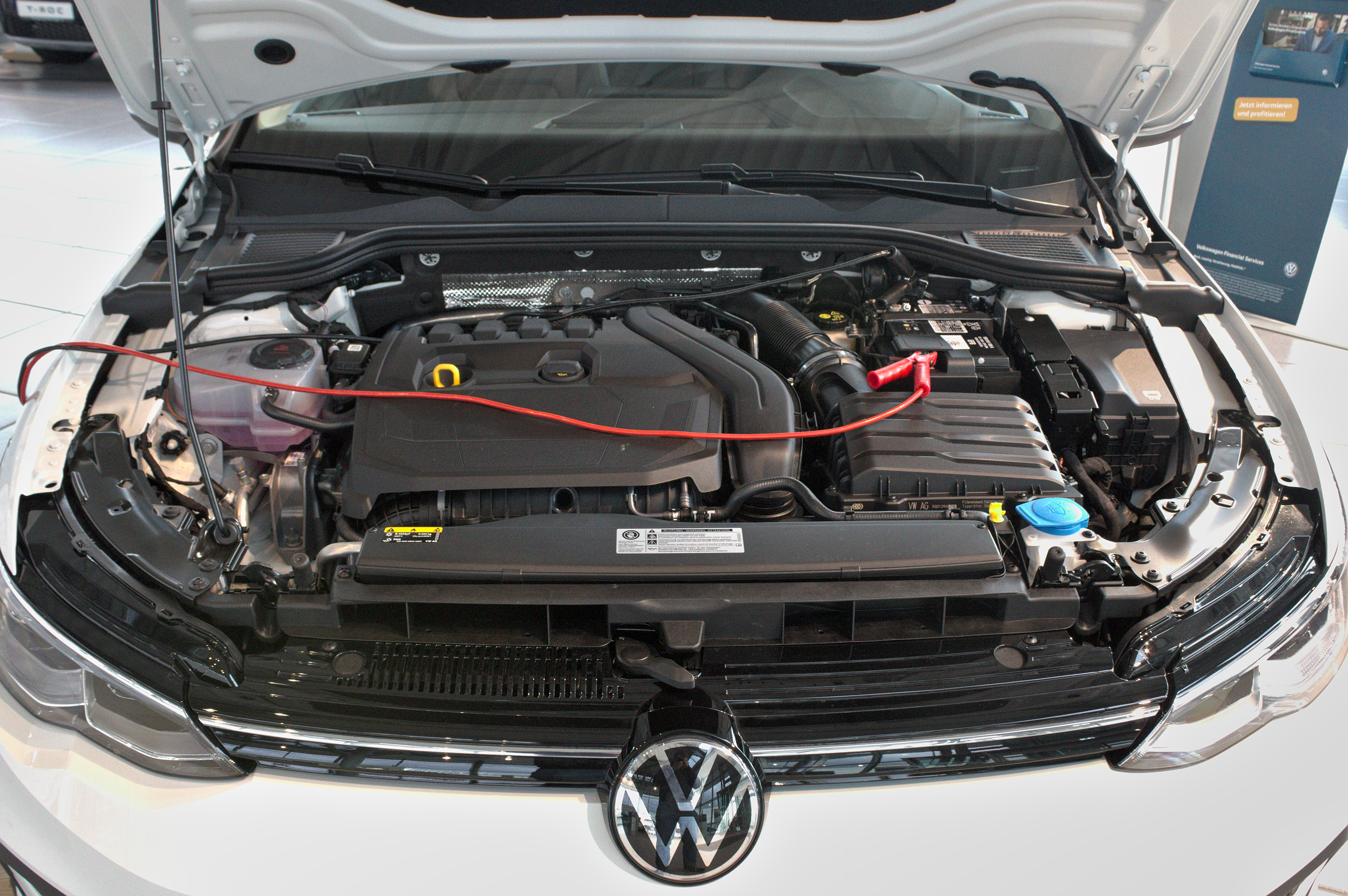
Motorraum mit Haltestange für Motorhaube

## Fahrwerk
Der Golf VIII verfügt an der Vorderachse stets über eine Einzelradaufhängung, während die Hinterachse bei schwächer motorisierten Modellen als Verbundlenkerachse bzw. ab 150 PS als Mehrlenkerachse ausgeführt ist. Weiter ist ein Adaptivfahrwerk erhältlich, das sich in 15 Stufen im Individual-Modus einstellen lässt, ebenso eine Lenkung mit variabler Übersetzung.

## Assistenzsysteme
Die Zahl der Assistenzsysteme vergrößerte sich: ein Spurhalteassistent und eine automatische Distanzregelung mit Fußgänger- und Radfahrererkennung gehören zur Serienausstattung. Als erstes Fahrzeug von Volkswagen hat der Golf VIII serienmäßig eine Car-2-X-Funktion mit ca. 800 Meter Reichweite. Mit dieser Funktion kann der Golf VIII im Schwarm mit anderen Fahrzeugen oder mit Verkehrsinfrastruktur kommunizieren, wenn diese entsprechend ausgerüstet sind.
Der Golf VIII hat zwei kamerabasierte Assistenzsysteme: den Spurhalteassistenten und die Verkehrszeichenerkennung. Die Kontrollleuchte des Totwinkel-Assistenten befindet sich nun wie beim Passat B8 auf der Spiegelkappe, nicht mehr auf dem Spiegelglas. Mit dem „Travel Assist“ kann der Golf bis zu einer Geschwindigkeit von 210 km/h auf Autobahnen ohne aktives Lenken, Gasgeben und Bremsen gefahren werden.
Man kann weitere beim Kauf des Golf VIII nicht bestellte elektronische Ausstattungsmerkmale später kaufen (Upgrades), zum Beispiel die Navigationsfunktion, den adaptiven Tempomat, Sprachbedienung und den WLAN-Hotspot. Mit dem Schlüsselwort „Alexa“ können die Funktionen des Amazon-Sprachassistenten verwendet werden, etwa Zugriff auf Musik oder auf den Wetterbericht.
Der Golf VIII kann mit der eingebauten eSIM berechtigte Fahrer ohne Schlüssel an ihrem Smartphone erkennen. Dabei werden zusammen mit der Berechtigung weitere Daten zu Sprache, Sitzeinstellung, Radiosender usw. übertragen, sodass der Fahrer den Golf VIII mit aus anderen Fahrzeugen gewohnten Einstellungen nutzen kann.

## Motoren
Zur Markteinführung bot VW vier aufgeladene Ottomotoren mit Direkteinspritzung (TSI) und zwei Turbo-Dieselmotoren an.
Die TSI-Motoren haben einen Liter Hubraum, drei Zylinder und eine Leistung von 66 und 81 kW (90 und 110 PS) oder 1,5 Liter Hubraum, vier Zylinder und 96 oder 110 kW (130 oder 150 PS). Die Dreizylinder sollen 95 g/km beim CO2-Ausstoß nicht überschreiten. Die 1,5-Liter-TSI-Motoren arbeiten im Miller-Kreisprozess, das heißt mit einem durch früh schließende Einlassventile bewirkten verringerten Verdichtungsenddruck in Kombination mit einem Turbolader mit verstellbaren Turbinenleitschaufeln. Die 96-kW-(130-PS)-Version hat eine Zylinderabschaltung. Der mit Erdgas betriebene 1,5-Liter-Vierzylindermotor (TGI) soll 96 kW (130 PS) leisten. Im Golf GTI, Golf GTI Clubsport und im Golf R wird ein 2,0-Liter-TSI-Motor mit Leistungen bis 235 kW (320 PS) eingesetzt. Anlässlich des 45-jährigen Jubiläums des GTI präsentierte Volkswagen das Sondermodell GTI Clubsport 45. Es unterscheidet sich unter anderem durch optische Anpassungen wie exklusive 19-Zoll-Felgen oder diverse „45“-Schriftzüge und eine erhöhte Höchstgeschwindigkeit. Zum 20-jährigen Jubiläum des ersten Golf R präsentierte Volkswagen im Mai 2022 das Sondermodell R „20 Years“. Mit 245 kW (333 PS) ist es stärker als das R-Basismodell. Den gleichen Antrieb hat das auf 333 Exemplare limitierte Sondermodell R 333 Limited Edition, das ein Jahr später debütierte.
Die weiterentwickelten Dieselmotoren sollen im WLTP bis zu 17 % weniger Kraftstoff verbrauchen und wurden mit einem SCR-System mit „Twindosing“ ausgestattet. Das System arbeitet mit zwei hintereinander angeordneten Stickoxidreduktionskatalysatoren, einer nahe am Motor und einer unter dem Fahrzeugboden. Durch den größeren Abstand zum Motor ist im zweiten SCR-Katalysator die Abgastemperatur um bis zu 100 °C niedriger. Dadurch können hohe Konvertierungsraten von mehr als 90 % im Temperaturfenster von 220 °C bis 350 °C durch AdBlue-Einspritzung auch bei Abgastemperaturen von 500 °C erzielt werden. Der Stickoxid-Ausstoß soll dadurch um 80 % niedriger als bei der vorherigen Motor-Generation liegen.
Als Hybridantriebe sind drei „eTSI“- sowie zwei Plug-in-Hybride erhältlich. Die eTSI sind Mild-Hybride und leisten 81, 96 und 110 kW (110, 130 und 150 PS). Dabei wird ein 48-Volt-Bordnetz mit Lithium-Ionen-Akkumulatoren und ein 48-Volt-Riemen-Starter-Generator, der den Anlasser ersetzt, verwendet. Die beiden Plug-in-Hybride haben eine Systemleistung von 150 und 180 kW (204 und 245 PS) und können mit dem 13 kWh fassenden Lithium-Ionen-Akkumulator ca. 60 km rein elektrisch fahren. Letztere Leistungsvariante wird als Golf GTE angeboten.
Zum Modelljahr 2024 wurde die 1.0-TSI-Motorisierung durch einen ähnlich starken 1.5 TSI ersetzt. Weiter steigt die Leistung beim GTI auf 195 kW (265 PS) und beim GTE auf 200 kW (272 PS). Zudem kommt in den Plug-in-Hybriden fortan der EA211-evo-Motor zum Einsatz. Ein größerer Akku (19,7 kWh) soll bei ihnen eine elektrische Reichweite von rund 100 km ermöglichen. Der stärkste Diesel-Antrieb entfällt, genauso wie das Schaltgetriebe für GTI und R. Beim R beträgt die maximale Leistung nun standardmäßig 245 kW (333 PS).
Anlässlich des 50-jährigen Bestehens des GTI im Jahr 2026 präsentierte Volkswagen beim 24-Stunden-Rennen auf dem Nürburgring 2025 das Sondermodell GTI Edition 50. Die maximale Leistung wurde auf 239 kW (325 PS) angehoben, die Höchstgeschwindigkeit wird bei 270 km/h elektronisch begrenzt.

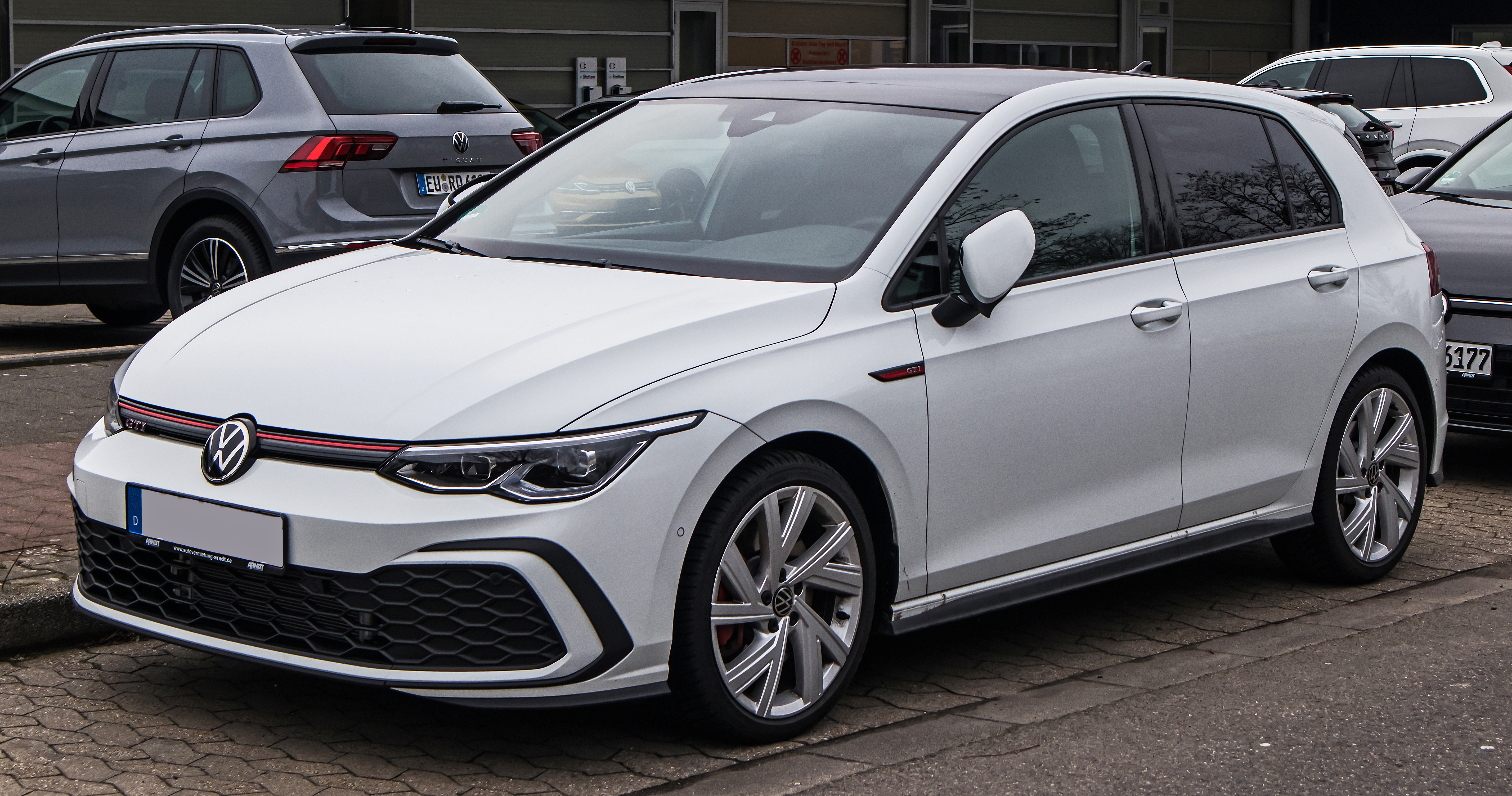
VW Golf GTI (2020–2024)
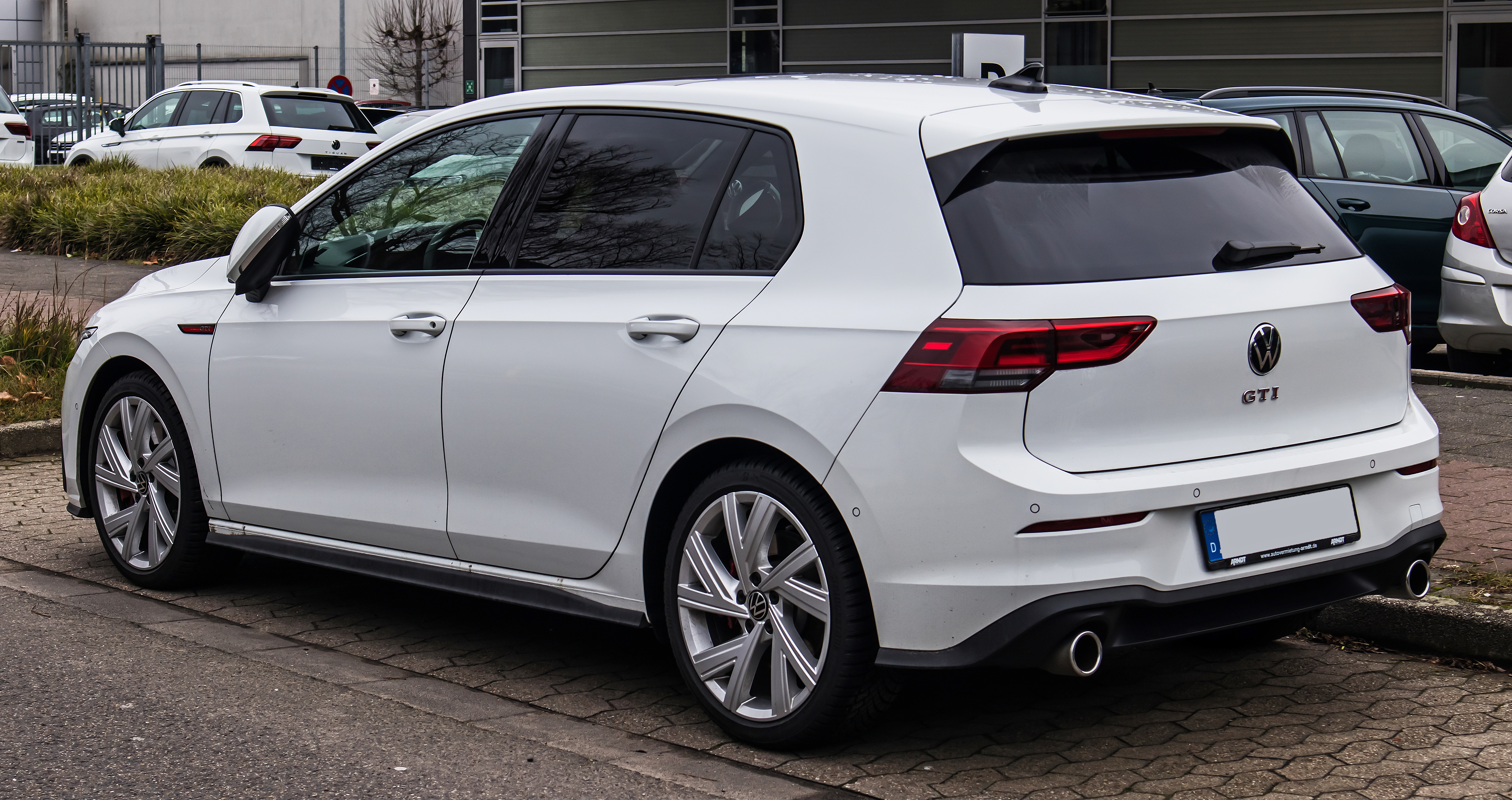
Heckansicht
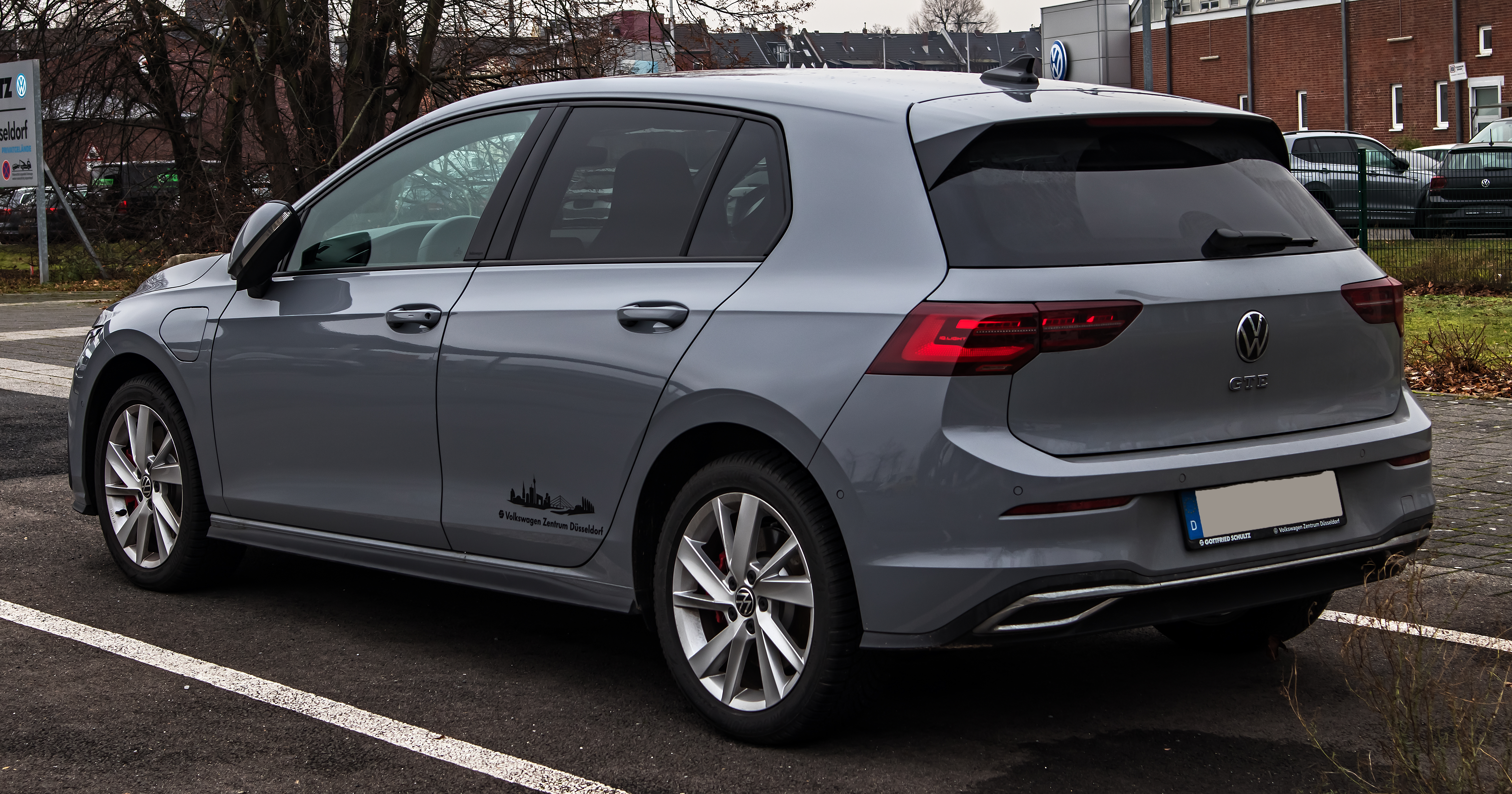
VW Golf GTE (2020–2024)
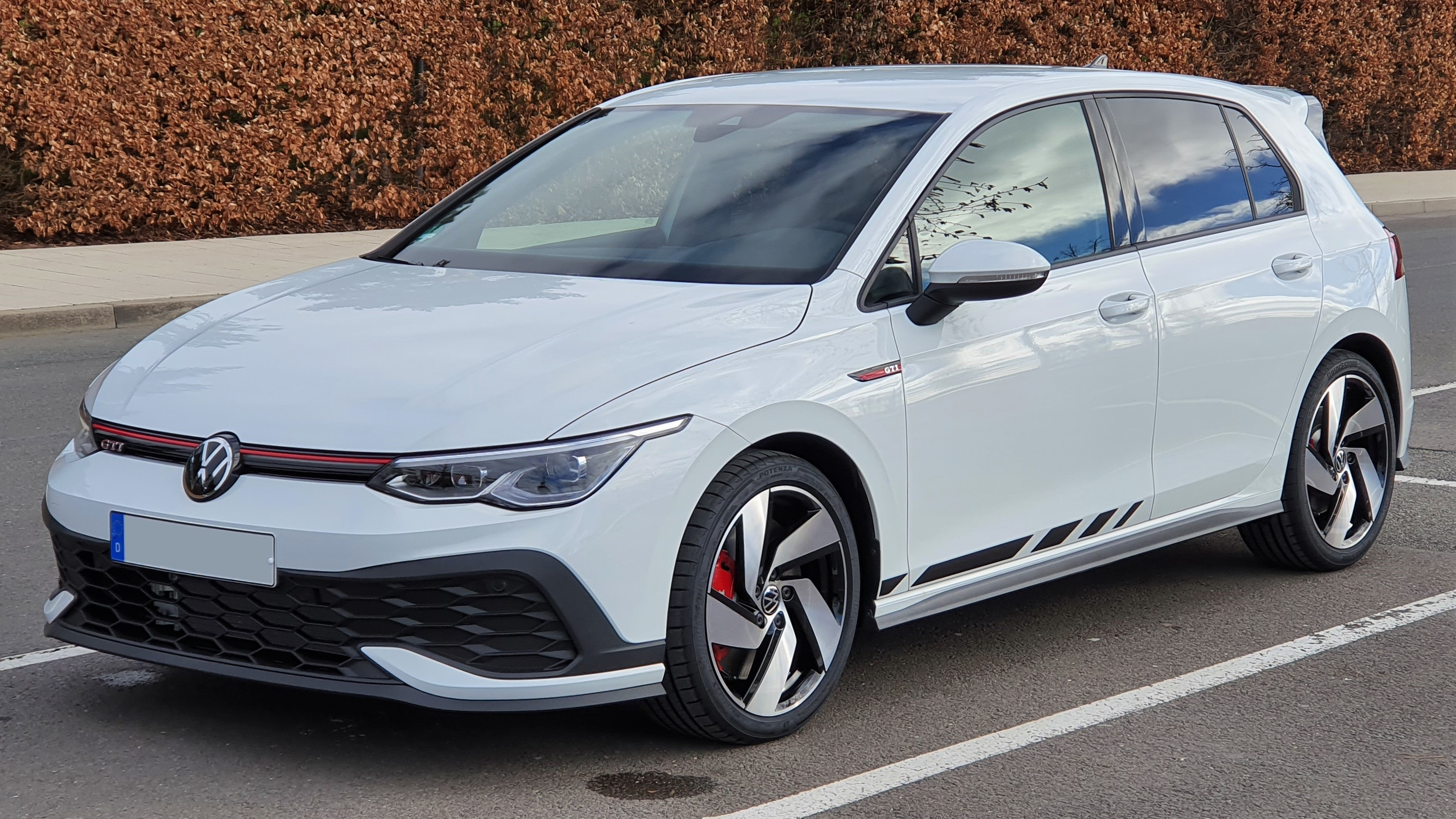
VW Golf GTI Clubsport (2020–2024)
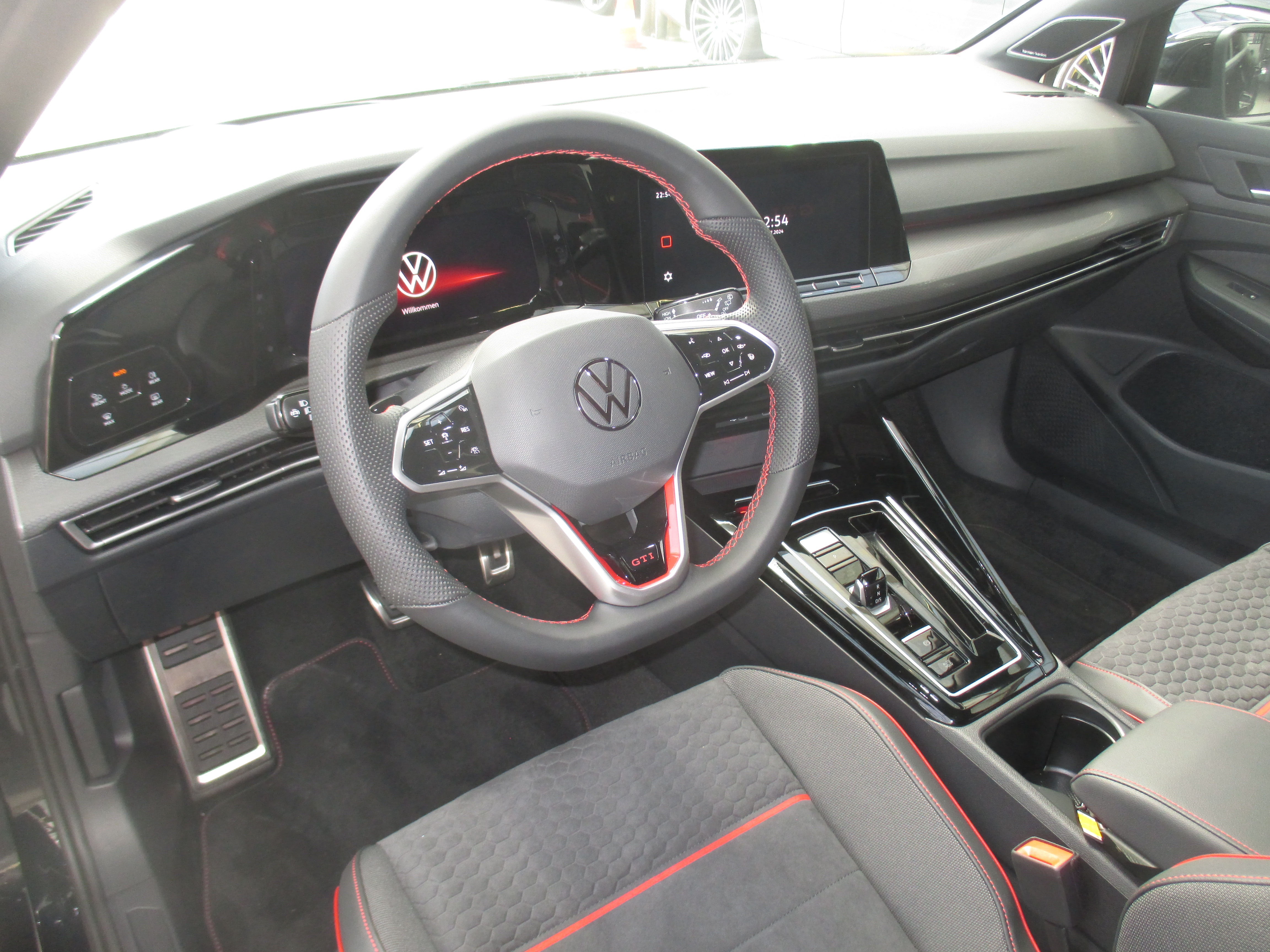
Innenansicht (2020–2024)
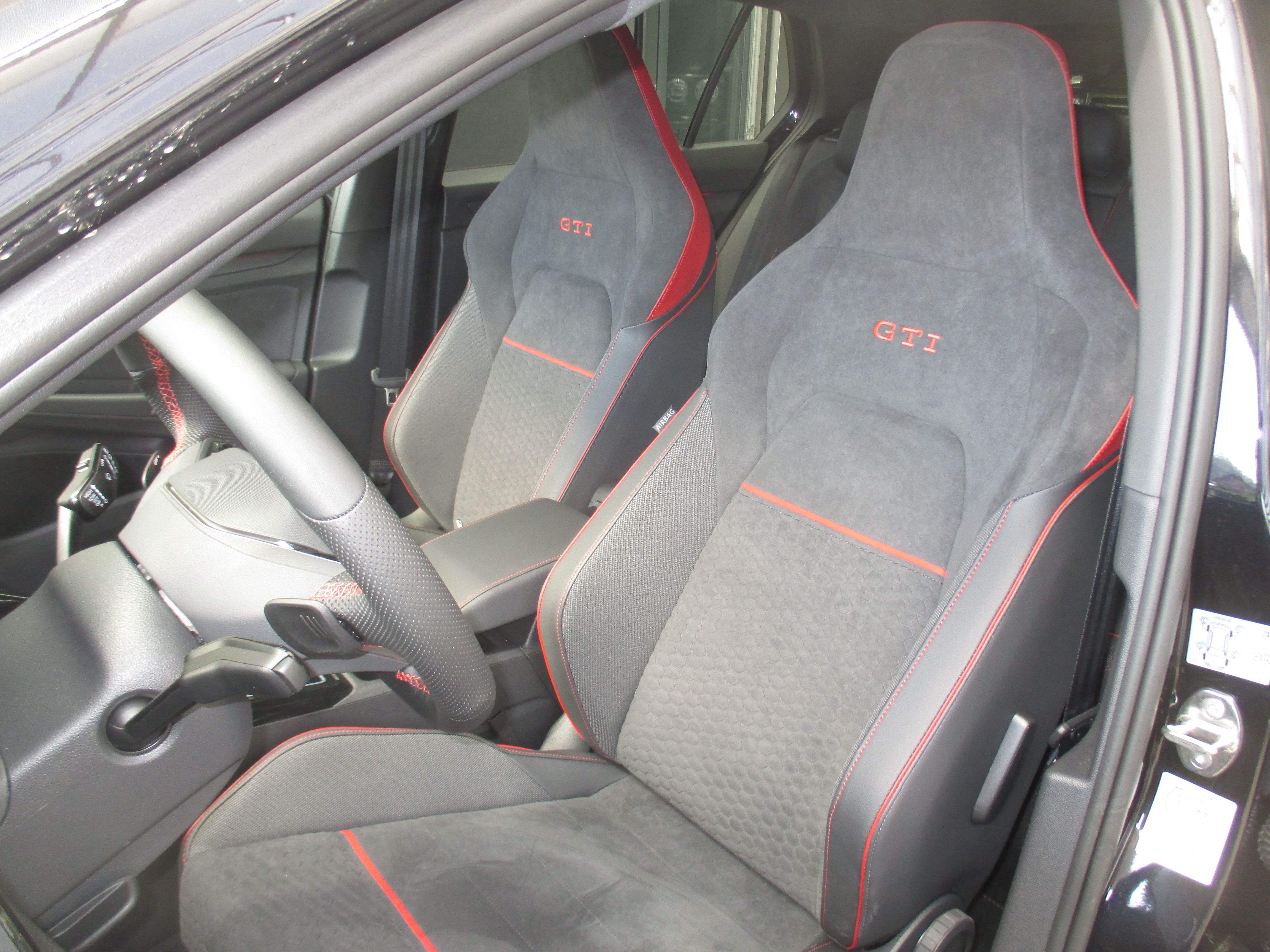
Sitze (2020–2024)
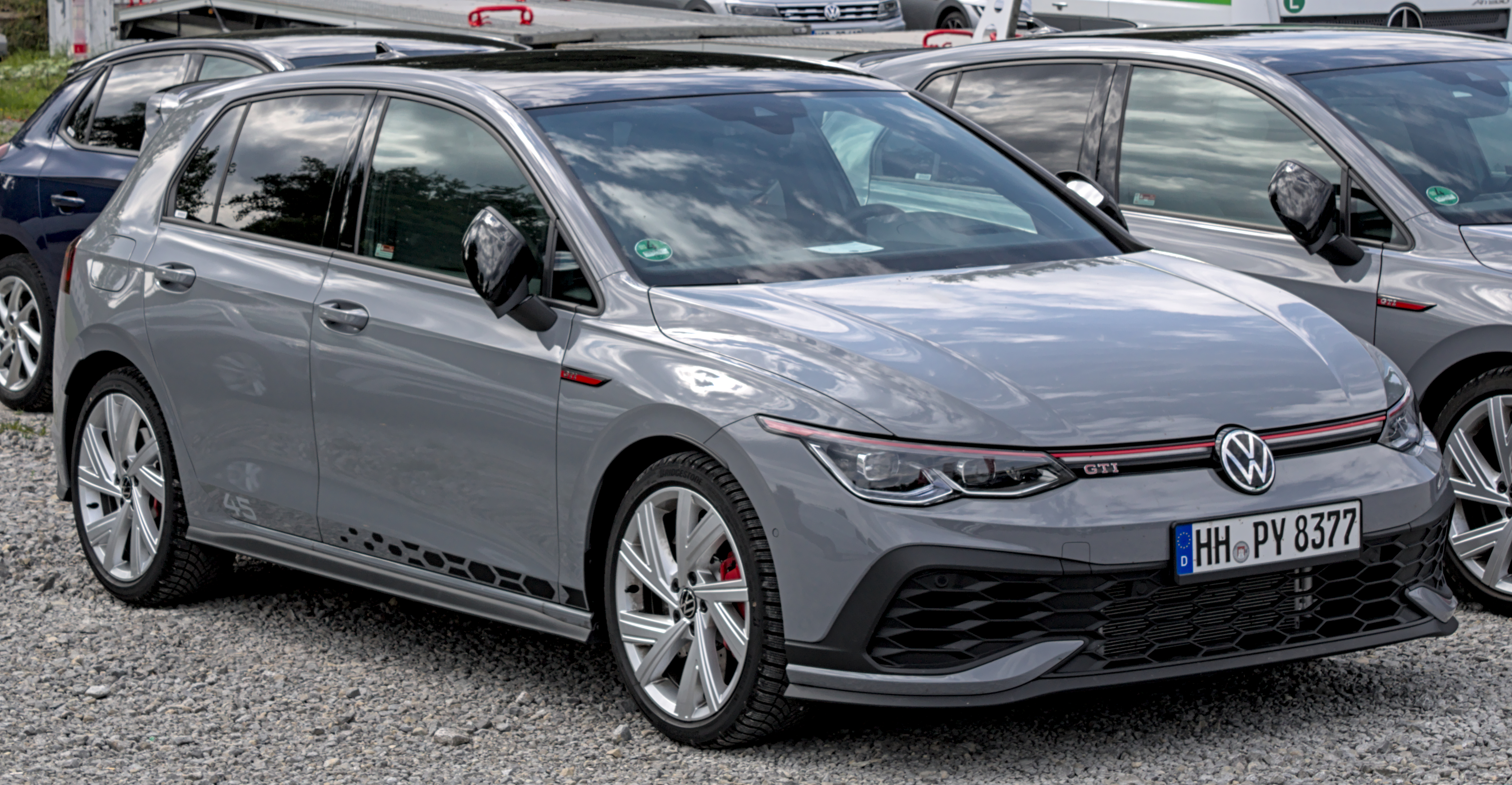
VW Golf GTI Clubsport 45 (2021)
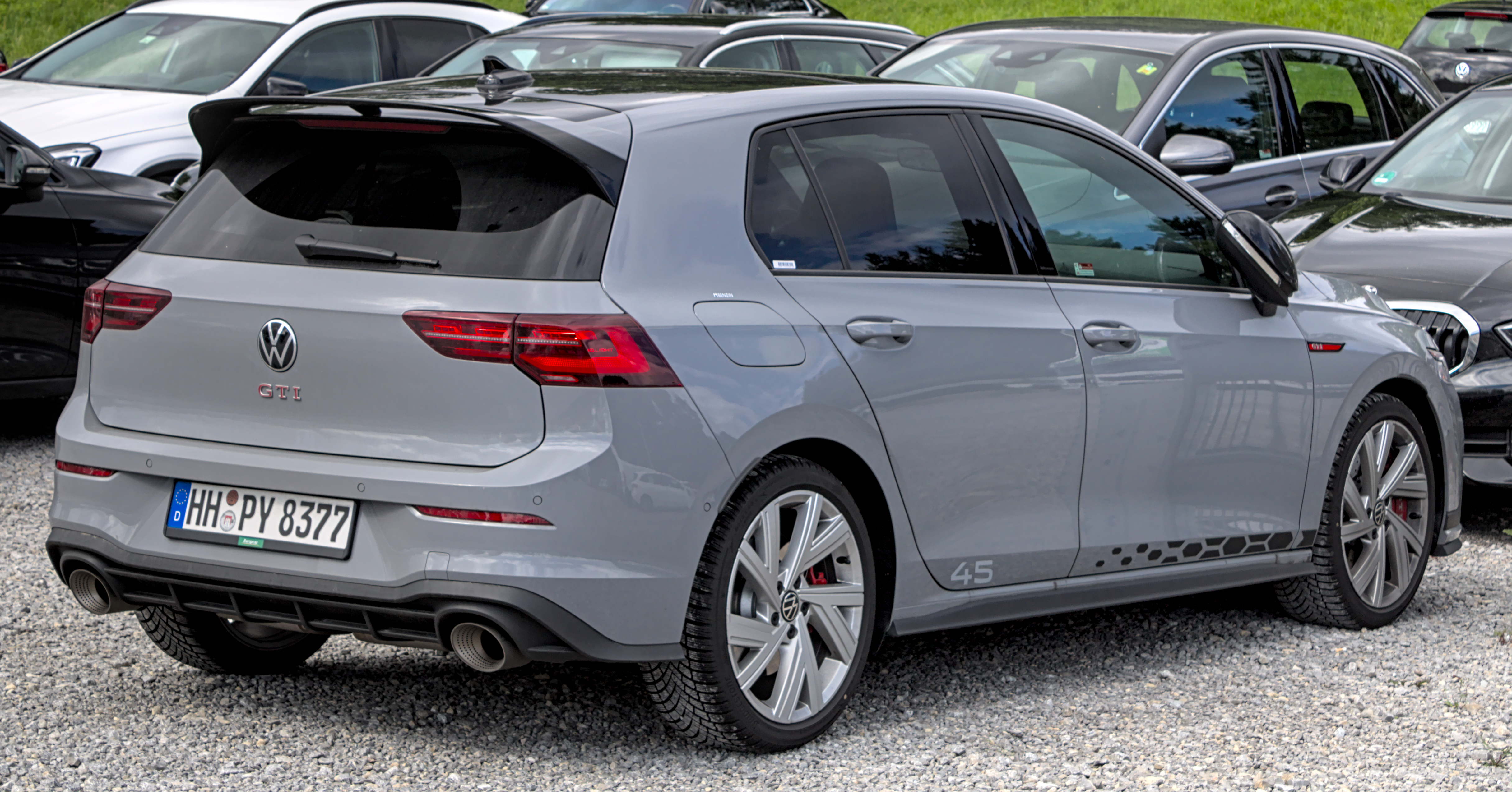
Heckansicht
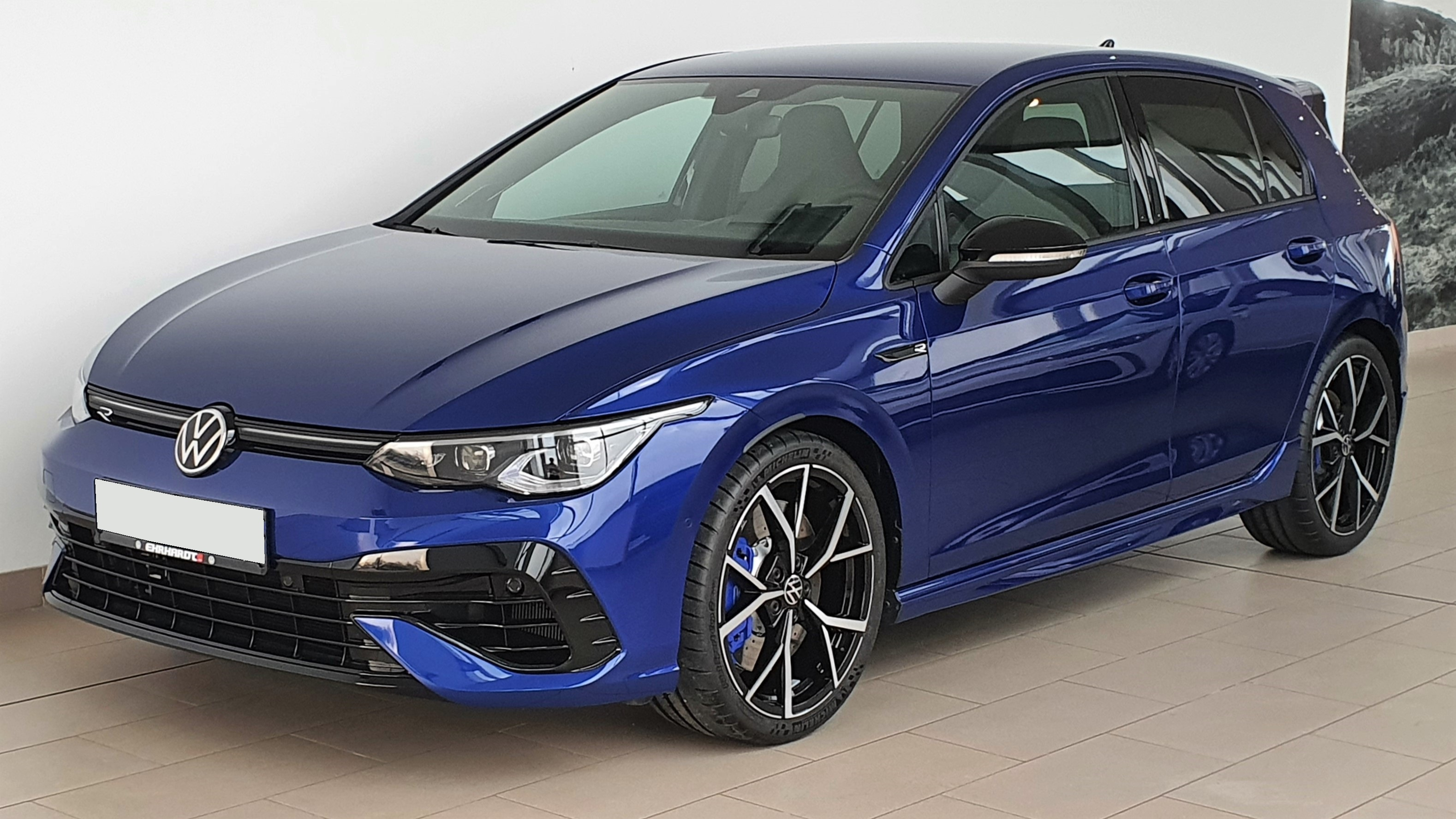
VW Golf R (2020–2024)
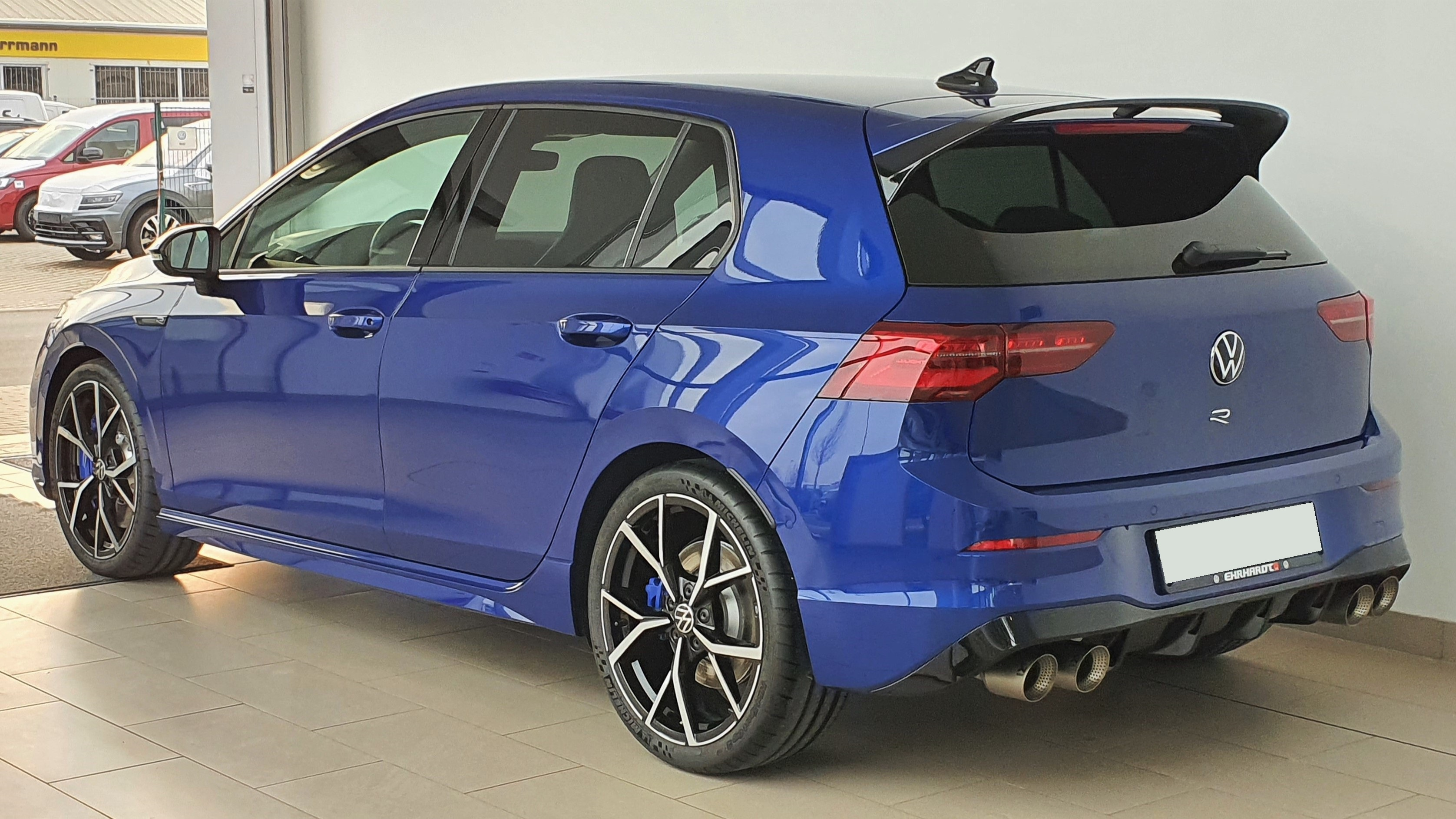
Heckansicht
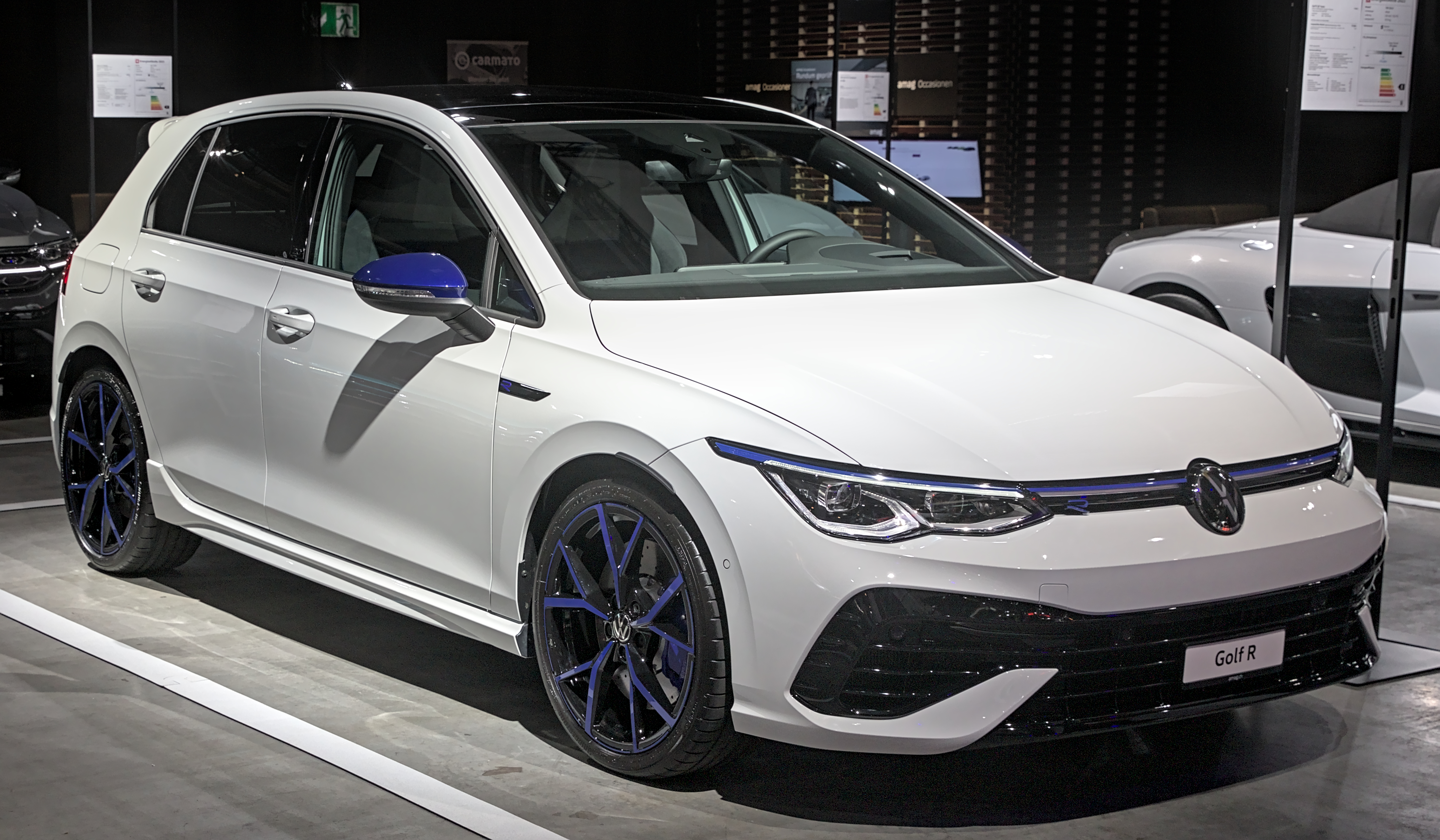
VW Golf R 20 Years (2022–2023)
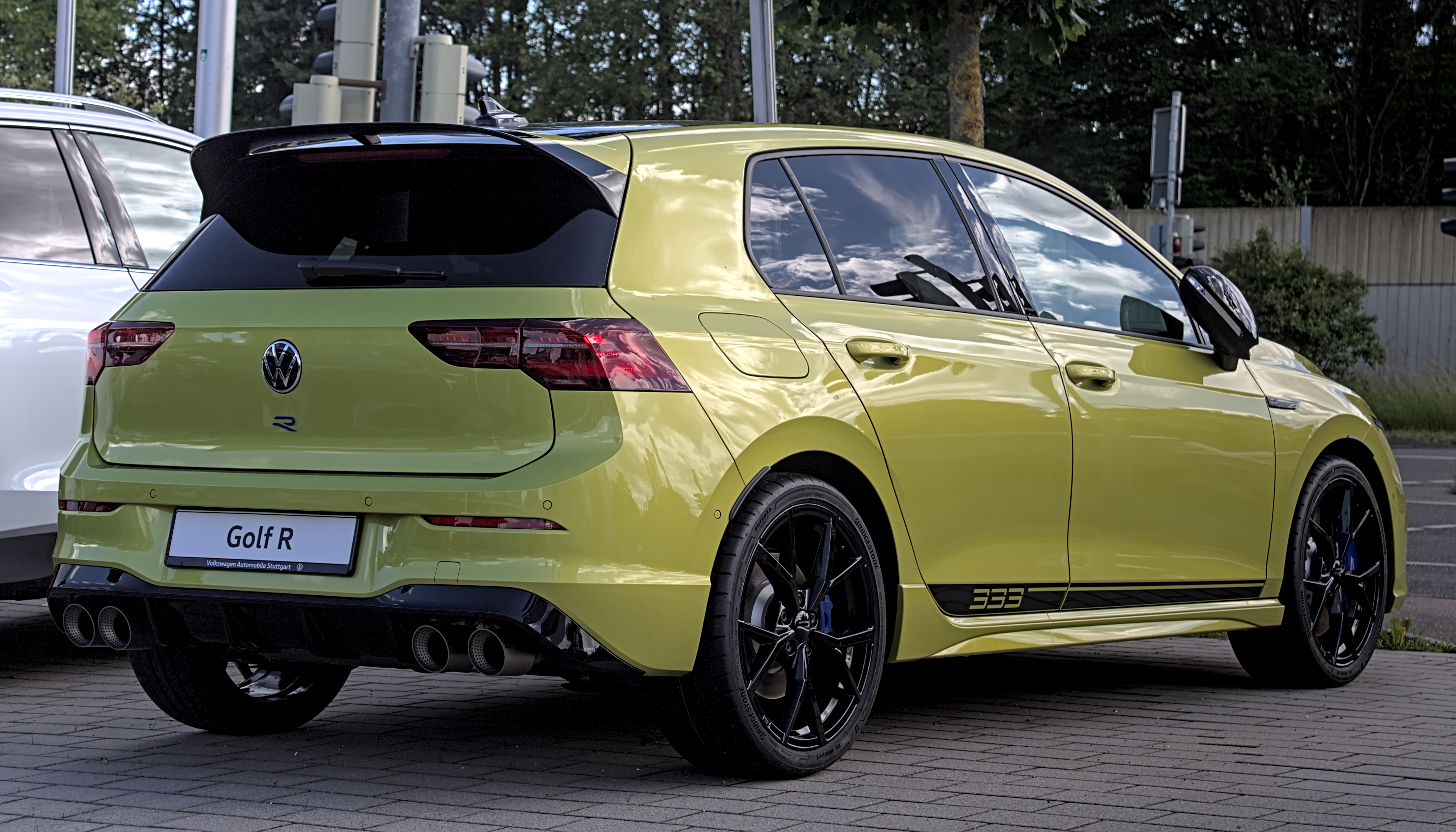
VW Golf R R 333 Limited Edition (2023)
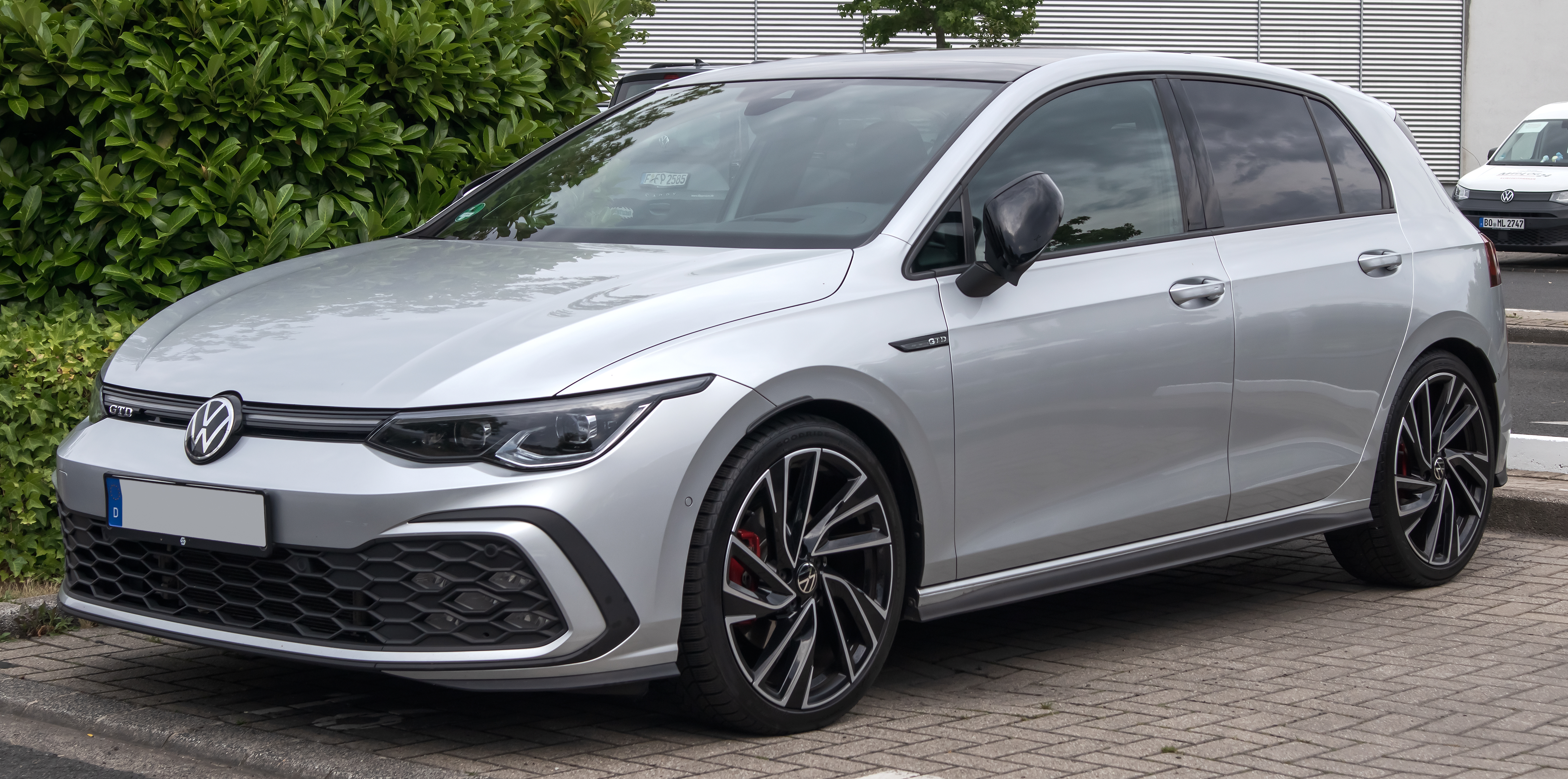
VW Golf GTD (2020–2024)
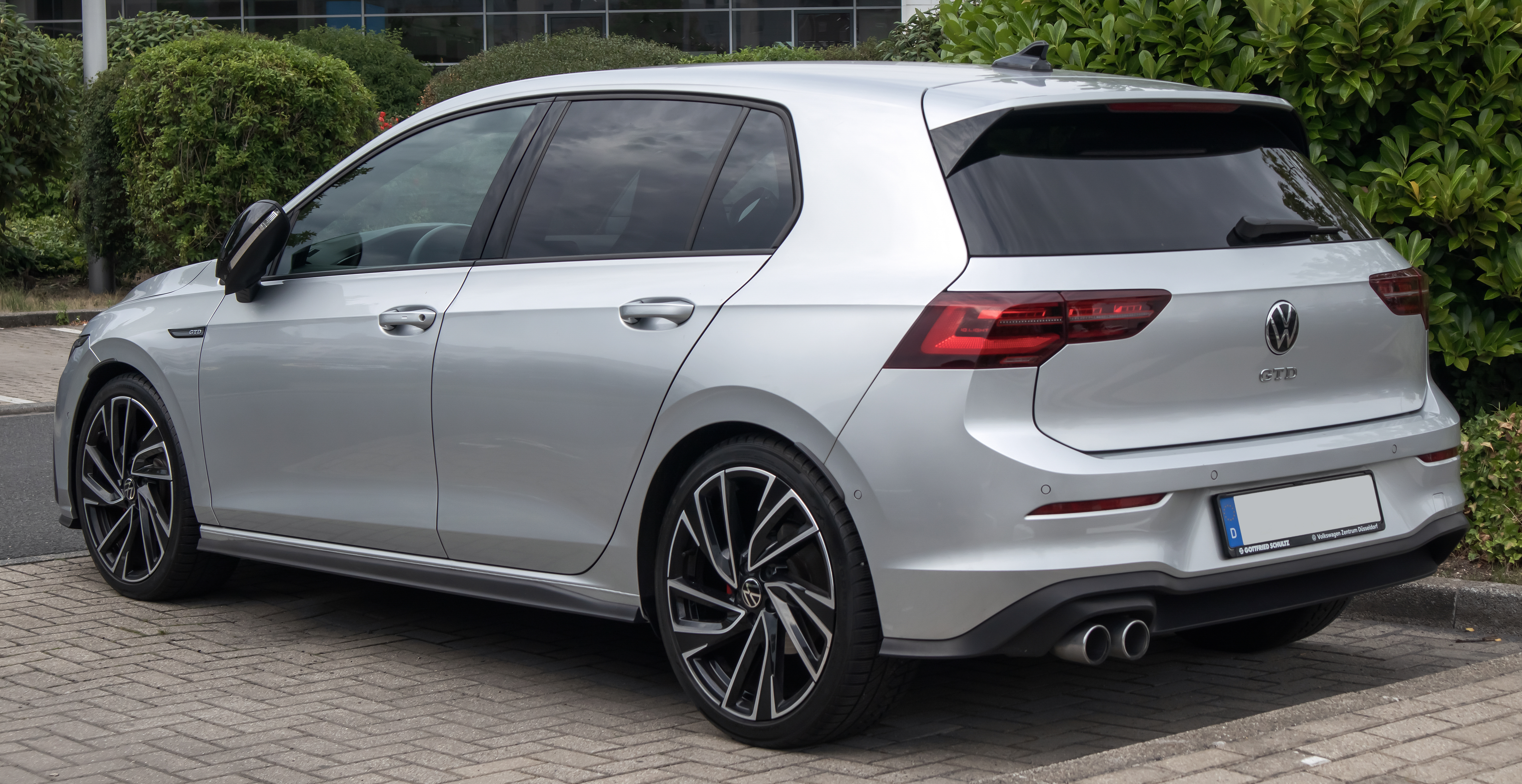
Heckansicht
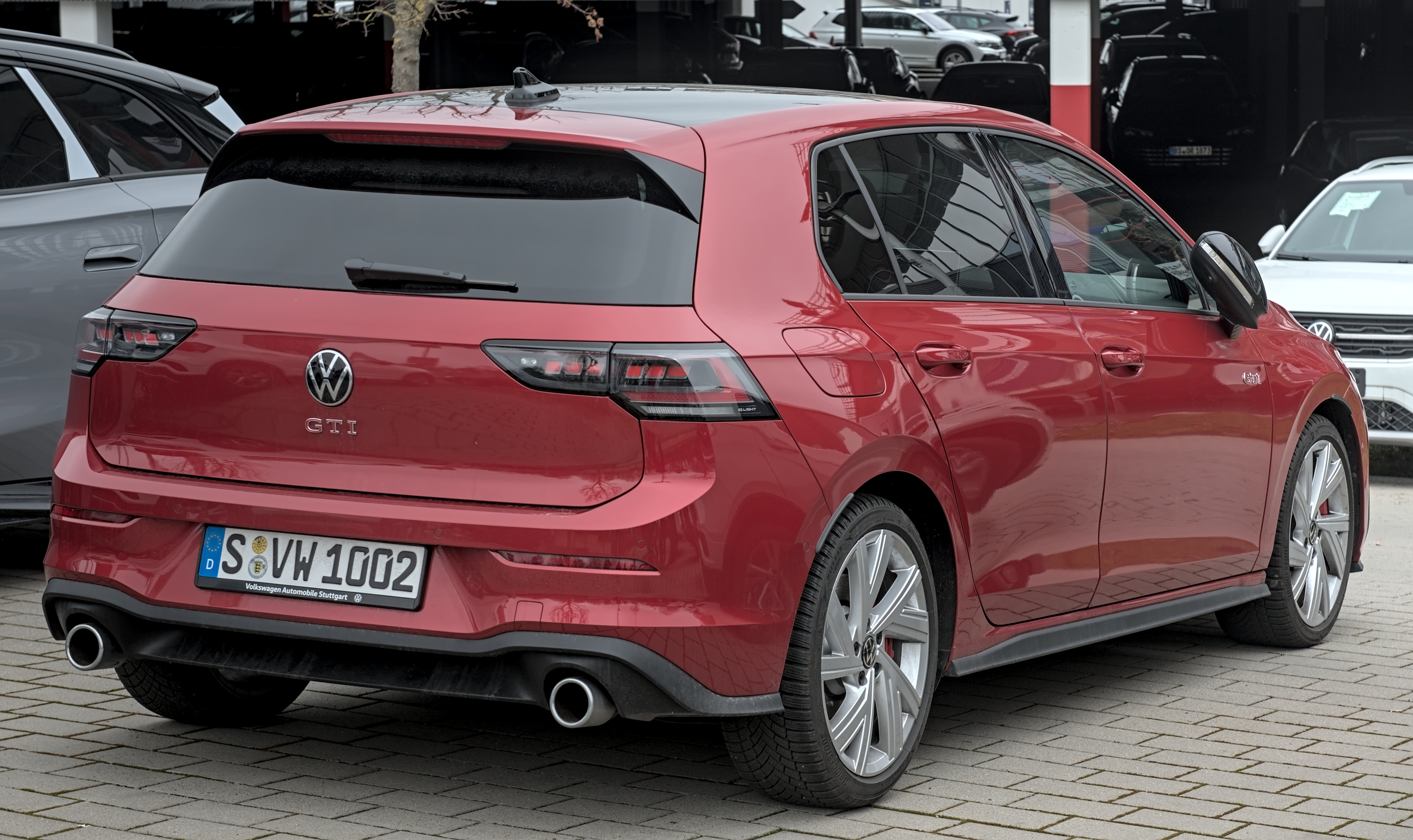
VW Golf GTI (seit 2024)
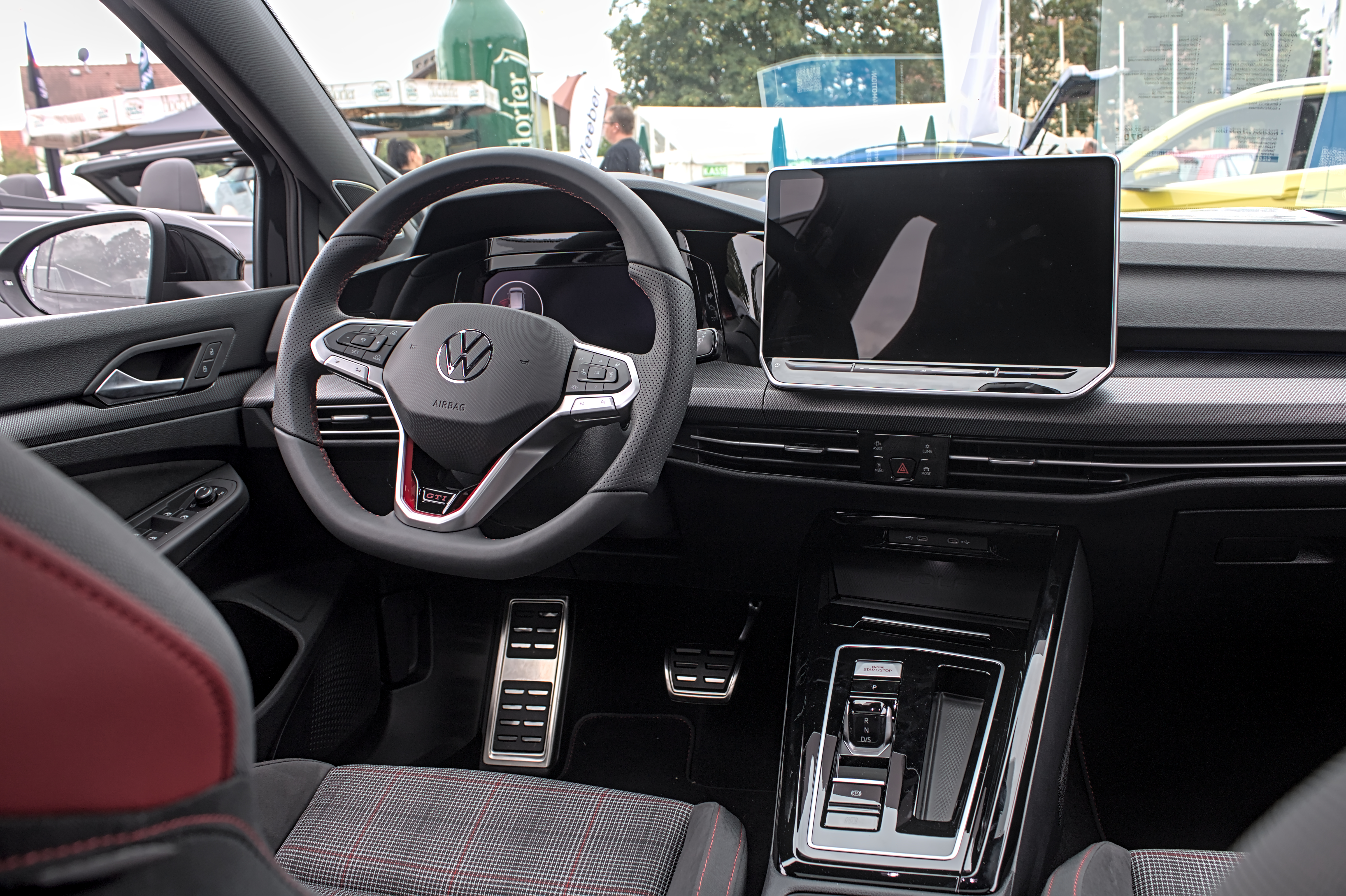
Innenansicht (seit 2024)
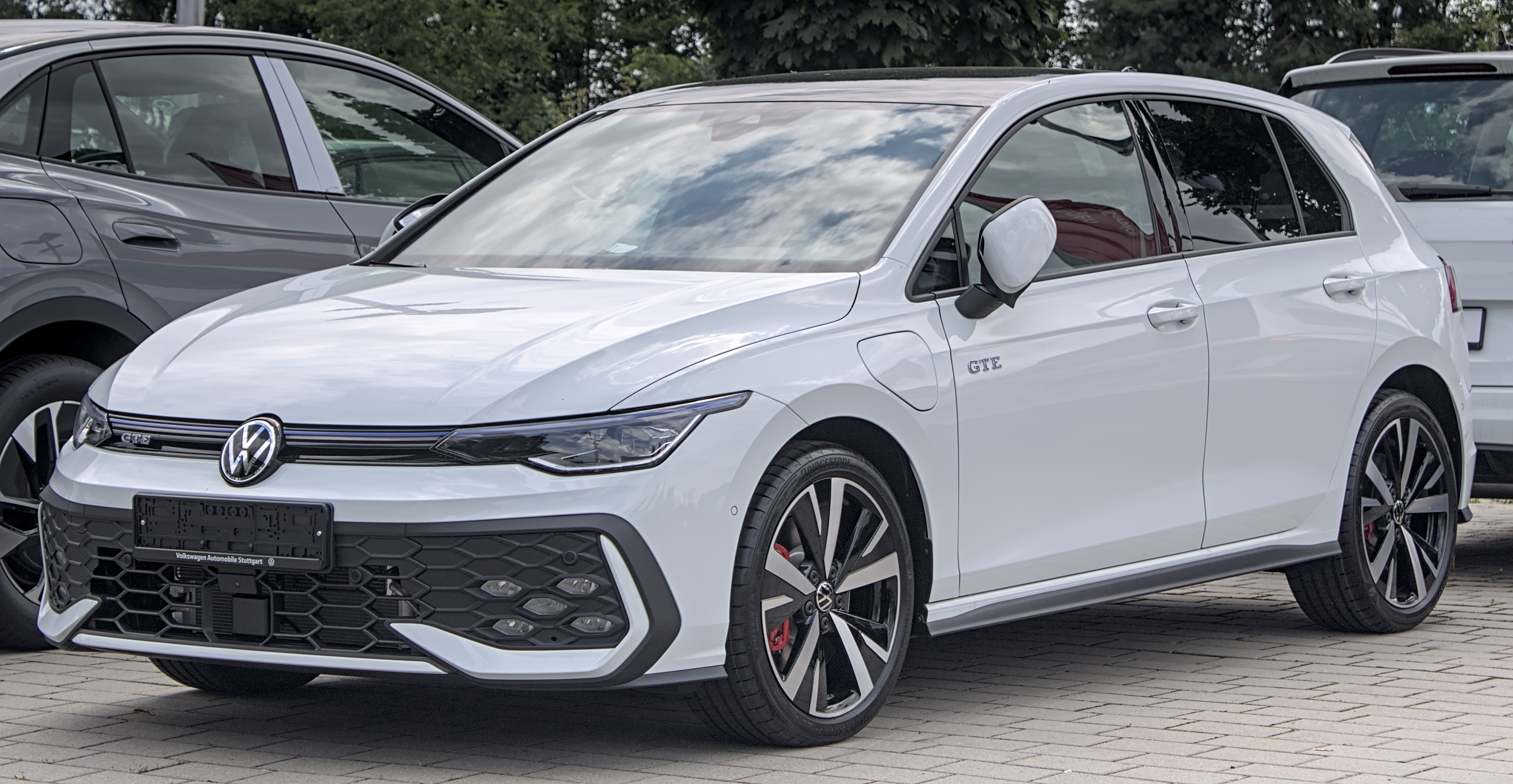
VW Golf GTE (seit 2024)
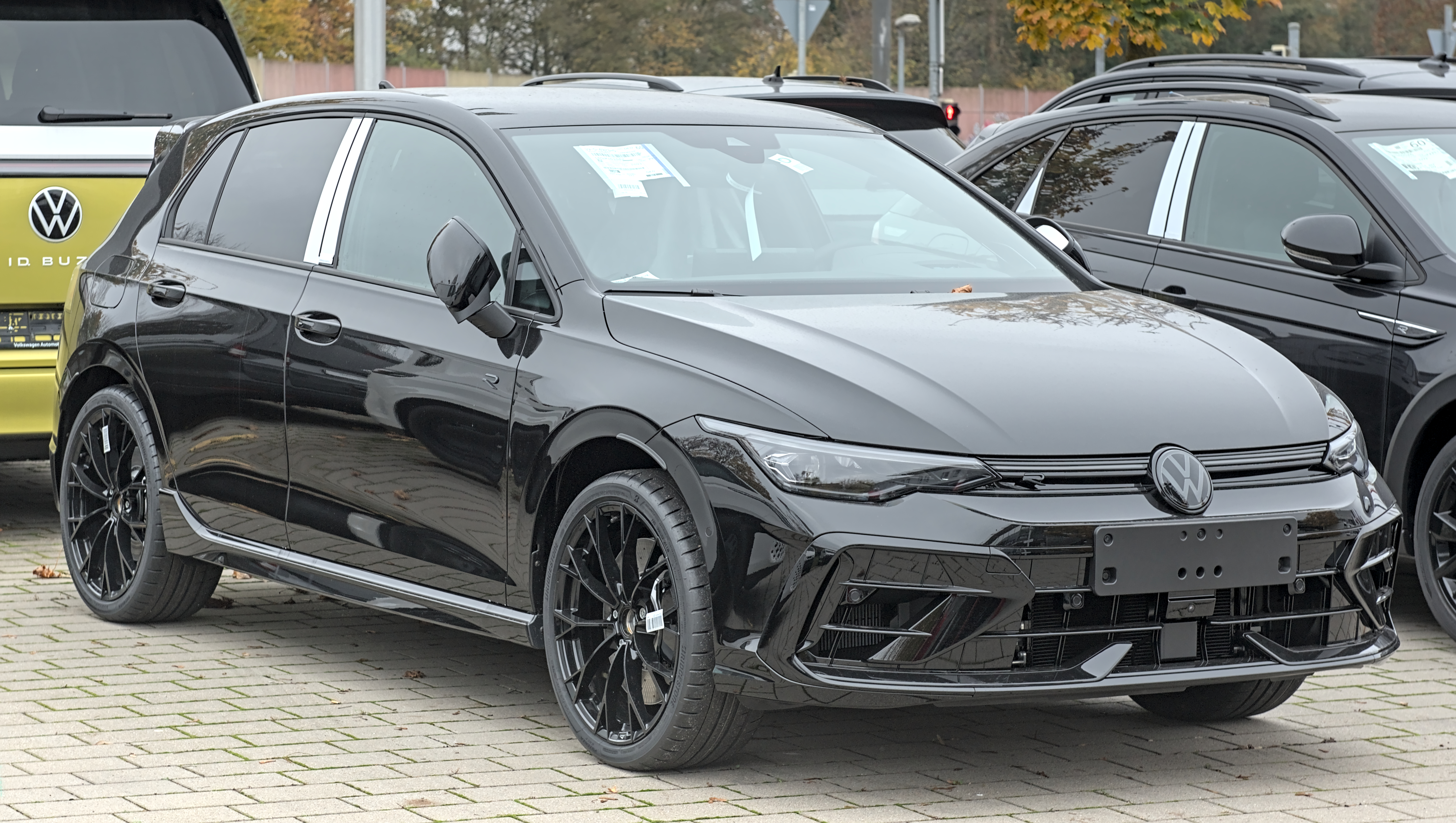
VW Golf R Black Edition (seit 2024)

Vom Golf VIII gibt es keine batterieelektrische Version (vom Golf VII gab es eine). Volkswagen bietet seit Mitte 2020 den ID.3 an.

### Ottomotoren (bis 1,5 l Hubraum)
|                                             | 1.0 TSI                                           | 1.0 TSI                                           | 1.0 eTSI                                          | 1.2 TSI (1)                                           | 1.4 TSI (2)                                           | 1.5 TSI                                               | 1.5 eTSI                                              | 1.5 TSI ACT                                           | 1.5 eTSI                                              | 1.5 TGI                                               | 1.5 TSI ACT                                           | 1.5 TSI ACT                                           | 1.5 eTSI ACT                                          | 1.5 eTSI ACT                                          |
| ------------------------------------------- | ------------------------------------------------- | ------------------------------------------------- | ------------------------------------------------- | ----------------------------------------------------- | ----------------------------------------------------- | ----------------------------------------------------- | ----------------------------------------------------- | ----------------------------------------------------- | ----------------------------------------------------- | ----------------------------------------------------- | ----------------------------------------------------- | ----------------------------------------------------- | ----------------------------------------------------- | ----------------------------------------------------- |
| Bauzeitraum                                 | 03/2020–08/2021                                   | 03/2020–08/2021 09/2023–02/2024                   | 08/2020–02/2024                                   | seit 11/2020                                          | seit 11/2020                                          | seit 04/2024                                          | seit 04/2024                                          | 12/2019–02/2024                                       | 11/2020–02/2024                                       | 09/2020–08/2022                                       | 12/2019–02/2024                                       | seit 04/2024                                          | 01/2020–02/2024                                       | seit 04/2024                                          |
| Bordnetz-Spannung (V)                       | 12                                                | 12                                                | 12 / 48                                           | 12                                                    | 12                                                    | 12                                                    | 12 / 48                                               | 12                                                    | 12 / 48                                               | 12                                                    | 12                                                    | 12                                                    | 12 / 48                                               | 12 / 48                                               |
| Motortyp                                    | Dreizylinder-Reihenmotor, Direkteinspritzung, OPF | Dreizylinder-Reihenmotor, Direkteinspritzung, OPF | Dreizylinder-Reihenmotor, Direkteinspritzung, OPF | Vierzylinder-Reihenmotor, Direkteinspritzung, OPF (3) | Vierzylinder-Reihenmotor, Direkteinspritzung, OPF (3) | Vierzylinder-Reihenmotor, Direkteinspritzung, OPF (3) | Vierzylinder-Reihenmotor, Direkteinspritzung, OPF (3) | Vierzylinder-Reihenmotor, Direkteinspritzung, OPF (3) | Vierzylinder-Reihenmotor, Direkteinspritzung, OPF (3) | Vierzylinder-Reihenmotor, Direkteinspritzung, OPF (3) | Vierzylinder-Reihenmotor, Direkteinspritzung, OPF (3) | Vierzylinder-Reihenmotor, Direkteinspritzung, OPF (3) | Vierzylinder-Reihenmotor, Direkteinspritzung, OPF (3) | Vierzylinder-Reihenmotor, Direkteinspritzung, OPF (3) |
| Motoraufladung                              | Turbolader                                        | Turbolader                                        | Turbolader                                        | Turbolader                                            | Turbolader                                            | VTG Turbolader                                        | VTG Turbolader                                        | VTG Turbolader                                        | VTG Turbolader                                        | VTG Turbolader                                        | Turbolader                                            | VTG Turbolader                                        | Turbolader                                            | VTG Turbolader                                        |
| Ventile                                     | 12                                                | 12                                                | 12                                                | 16                                                    | 16                                                    | 16                                                    | 16                                                    | 16                                                    | 16                                                    | 16                                                    | 16                                                    | 16                                                    | 16                                                    | 16                                                    |
| Motorbaureihe                               | VW EA211                                          | VW EA211                                          | VW EA211                                          | VW EA211                                              | VW EA211                                              | VW EA211 evo 2                                        | VW EA211 evo 2                                        | VW EA211 evo                                          | VW EA211 evo                                          | VW EA211 evo                                          | VW EA211 evo                                          | VW EA211 evo 2                                        | VW EA211 evo                                          | VW EA211 evo 2                                        |
| Motorkennbuchstaben                         | DLAB                                              | DLAA                                              | DLAA                                              |                                                       |                                                       | DXDE                                                  | DXDE                                                  | DPBA                                                  | DPBA                                                  | DHFA                                                  | DPCA                                                  | DXDB                                                  | DFYA                                                  | DXDB                                                  |
| Hubraum                                     | 999 cm³                                           | 999 cm³                                           | 999 cm³                                           | 1197 cm³                                              | 1395 cm³                                              | 1498 cm³                                              | 1498 cm³                                              | 1498 cm³                                              | 1498 cm³                                              | 1498 cm³                                              | 1498 cm³                                              | 1498 cm³                                              | 1498 cm³                                              | 1498 cm³                                              |
| max. Leistung bei min−1                     | 66 kW (90 PS)/ 5000–5500                          | 81 kW (110 PS)/ 5000–5500                         | 81 kW (110 PS)/ 5000–5500                         | 85 kW (115 PS)/ 5000                                  | 110 kW (150 PS)/ 5000–6000                            | 85 kW (116 PS)/ 5000                                  | 85 kW (116 PS)/ 5000                                  | 96 kW (131 PS)/ 5000                                  | 96 kW (131 PS)/ 5000                                  | 96 kW (131 PS)/ 5000                                  | 110 kW (150 PS)/ 5000                                 | 110 kW (150 PS)/ 5000                                 | 110 kW (150 PS)/ 5000                                 | 110 kW (150 PS)/ 5000                                 |
| max. Drehmoment bei min−1                   | 175 Nm/ 1600–3000                                 | 200 Nm/ 2000–3000                                 | 200 Nm/ 2000–3000                                 | 200 Nm/ 2000–3500                                     | 250 Nm/ 1750–3000                                     | 220 Nm/ 1500–3000                                     | 220 Nm/ 1500–3000                                     | 200 Nm/ 1400–4000                                     | 200 Nm/ 1400–4000                                     | 200 Nm/ 1400–4000                                     | 250 Nm/ 1500–3500                                     | 250 Nm/ 1500–3500                                     | 250 Nm/ 1500–3500                                     | 250 Nm/ 1500–3500                                     |
| Antriebsart                                 | Vorderradantrieb                                  | Vorderradantrieb                                  | Vorderradantrieb                                  | Vorderradantrieb                                      | Vorderradantrieb                                      | Vorderradantrieb                                      | Vorderradantrieb                                      | Vorderradantrieb                                      | Vorderradantrieb                                      | Vorderradantrieb                                      | Vorderradantrieb                                      | Vorderradantrieb                                      | Vorderradantrieb                                      | Vorderradantrieb                                      |
| Antriebsart, optional                       | —                                                 | —                                                 | —                                                 | —                                                     | —                                                     | —                                                     | —                                                     | —                                                     | —                                                     | —                                                     | —                                                     | —                                                     | —                                                     | —                                                     |
| Getriebe, serienmäßig                       | 5-Gang-Schaltgetriebe                             | 6-Gang-Schaltgetriebe                             | 7-Gang-DSG                                        | 7-Gang-DSG                                            | 7-Gang-DSG (China) 6-Gang-Schaltgetriebe (Australien) | 6-Gang-Schaltgetriebe                                 | 7-Gang-DSG                                            | 6-Gang-Schaltgetriebe                                 | 7-Gang-DSG                                            | 7-Gang-DSG                                            | 6-Gang-Schaltgetriebe                                 | 6-Gang-Schaltgetriebe                                 | 7-Gang-DSG                                            | 7-Gang-DSG                                            |
| Getriebe, optional                          | —                                                 | —                                                 | —                                                 | —                                                     | 8-Gang-Automatik (Australien)                         | —                                                     | —                                                     | —                                                     | —                                                     | —                                                     | —                                                     | —                                                     | —                                                     | —                                                     |
| Leergewicht                                 | 1255 kg                                           | 1257 kg                                           | 1302 kg                                           | 1310 kg                                               | 1360 kg                                               | 1307 kg                                               | 1332 kg                                               | 1315 kg                                               | 1347 kg                                               | 1399 kg                                               | 1340 kg                                               | 1346 kg                                               | 1380 kg                                               | 1373 kg                                               |
| Höchstgeschwindigkeit                       | 188 km/h                                          | 202 km/h                                          | 202 km/h                                          | 200 km/h                                              | 200 km/h                                              | 203 km/h                                              | 203 km/h                                              | 214 km/h                                              | 213 km/h                                              | 211 km/h                                              | 224 km/h                                              | 224 km/h                                              | 224 km/h                                              | 224 km/h                                              |
| Beschleunigung, 0–100 km/h                  | 11,9 s                                            | 10,2 s                                            | 10,6 s                                            | 10,9 s                                                | 8,6 s                                                 | 9,9 s                                                 | 9,9 s                                                 | 9,2 s                                                 | 9,4 s                                                 | 9,6 s                                                 | 8,5 s                                                 | 8,6 s                                                 | 8,5 s                                                 | 8,4 s                                                 |
| Kraftstoffverbrauch auf 100 km (kombiniert) | 4,5 l Super                                       | 4,6 l Super (NEFZ) 5,3 l Super (WLTP)             | 4,3 l Super                                       | 5,3 l Super                                           | 5,5 l Super                                           | 5,4 l Super (WLTP)                                    | 5,3 l Super (WLTP)                                    | 4,7–4,9 l Super                                       | 4,7–4,8 l Super                                       | 3,5 kg Erdgas                                         | 4,8–5,0 l Super                                       | 5,4–6,0 l Super                                       | 4,5–4,7 l Super                                       | 5,2–5,8 l Super                                       |
| CO2-Emission                                | 102 g/km                                          | 104 g/km                                          | 98 g/km                                           |                                                       |                                                       | 123–124 g/km                                          | 121 g/km                                              | 108–112 g/km                                          | 107–109 g/km                                          | 95 g/km                                               | 110–115 g/km                                          | 123–137 g/km                                          | 104–108 g/km                                          | 118–131 g/km                                          |
| Abgasnorm                                   | Euro-6d-ISC-FCM                                   | Euro-6d-ISC-FCM                                   | Euro-6d-ISC-FCM                                   | China VI                                              | China VI                                              | Euro 6e                                               | Euro 6e                                               | Euro-6d-ISC-FCM (Euro 6d-TEMP-EVAP-ISC bis 11/2020)   | Euro-6d-ISC-FCM                                       | Euro-6d-ISC-FCM                                       | Euro-6d-ISC-FCM, (Euro 6d-TEMP-EVAP-ISC bis 11/2020)  | Euro 6e                                               | Euro-6d-ISC-FCM, (Euro 6d-TEMP-EVAP-ISC bis 09/2020)  | Euro 6e                                               |

### Ottomotoren (2,0 l Hubraum)
|                                             | 2.0 TSI                                        | 2.0 TSI                                        | GTI                                            | GTI                                            | GTI Clubsport                                  | GTI Clubsport                                  | GTI Edition 50                                 | R                                              | R                                              | R Performance                                  |
| ------------------------------------------- | ---------------------------------------------- | ---------------------------------------------- | ---------------------------------------------- | ---------------------------------------------- | ---------------------------------------------- | ---------------------------------------------- | ---------------------------------------------- | ---------------------------------------------- | ---------------------------------------------- | ---------------------------------------------- |
| Bauzeitraum                                 | 05/2021–02/2024                                | seit 03/2025                                   | 08/2020–02/2024                                | seit 04/2024                                   | 10/2020–02/2024                                | seit 07/2024                                   | ab 2026                                        | 12/2020–02/2024                                | seit 07/2024                                   | 06/2022–02/2024                                |
| Motortyp, Zylinder/Ventile                  | R4/16, Turbolader, Direkteinspritzung, OPF (3) | R4/16, Turbolader, Direkteinspritzung, OPF (3) | R4/16, Turbolader, Direkteinspritzung, OPF (3) | R4/16, Turbolader, Direkteinspritzung, OPF (3) | R4/16, Turbolader, Direkteinspritzung, OPF (3) | R4/16, Turbolader, Direkteinspritzung, OPF (3) | R4/16, Turbolader, Direkteinspritzung, OPF (3) | R4/16, Turbolader, Direkteinspritzung, OPF (3) | R4/16, Turbolader, Direkteinspritzung, OPF (3) | R4/16, Turbolader, Direkteinspritzung, OPF (3) |
| Bordnetz                                    | 12-Volt                                        | 12-Volt                                        | 12-Volt                                        | 12-Volt                                        | 12-Volt                                        | 12-Volt                                        | 12-Volt                                        | 12-Volt                                        | 12-Volt                                        | 12-Volt                                        |
| Motorbaureihe                               | VW EA888                                       | VW EA888                                       | VW EA888                                       | VW EA888                                       | VW EA888                                       | VW EA888                                       | VW EA888                                       | VW EA888                                       | VW EA888                                       | VW EA888                                       |
| Motorkennbuchstaben                         | DNNA                                           |                                                | DLBA, DRNA, DNPA                               | DNPD                                           | DNFC                                           |                                                |                                                | DSFE, DSFF, DNFG                               | DNF                                            | DNNF                                           |
| Hubraum                                     | 1984 cm³                                       | 1984 cm³                                       | 1984 cm³                                       | 1984 cm³                                       | 1984 cm³                                       | 1984 cm³                                       | 1984 cm³                                       | 1984 cm³                                       | 1984 cm³                                       | 1984 cm³                                       |
| max. Leistung bei min−1                     | 140 kW (190 PS) / 4200–6000                    | 150 kW (204 PS) / 4500–6000                    | 180 kW (245 PS)/ 5000–6500                     | 195 kW (265 PS)/ 5000–6500                     | 221 kW (300 PS)/ 5300                          | 221 kW (300 PS)/ 5300                          | 239 kW (325 PS)                                | 235 kW (320 PS)/ 5350                          | 245 kW (333 PS)/ 5600                          | 245 kW (333 PS)/ 5600                          |
| max. Drehmoment bei min−1                   | 320 Nm / 1500–4100                             | 320 Nm / 1500–4400                             | 370 Nm/ 1600–4300                              | 370 Nm/ 1600–4500                              | 400 Nm/ 2000–5200                              | 400 Nm/ 2000–5200                              | 420 Nm                                         | 420 Nm/ 2100–5350                              | 420 Nm/ 2100–5500                              | 420 Nm/ 2100–5500                              |
| Antriebsart                                 | Vorderradantrieb                               | Allradantrieb                                  | Vorderradantrieb                               | Vorderradantrieb                               | Vorderradantrieb                               | Vorderradantrieb                               | Vorderradantrieb                               | Allradantrieb                                  | Allradantrieb                                  | Allradantrieb                                  |
| Antriebsart, optional                       | Allradantrieb                                  | —                                              | —                                              | —                                              | —                                              | —                                              | —                                              | —                                              | —                                              | —                                              |
| Getriebe, serienmäßig                       | 7-Gang-DSG                                     | 7-Gang-DSG                                     | 6-Gang-Schaltgetriebe                          | 7-Gang-DSG                                     | 7-Gang-DSG                                     | 7-Gang-DSG                                     | 7-Gang-DSG                                     | 7-Gang-DSG 6-Gang-Schaltgetriebe (4)           | 7-Gang-DSG                                     | 7-Gang-DSG                                     |
| Getriebe, optional                          | —                                              | —                                              | 7-Gang-DSG                                     | —                                              | —                                              | —                                              | —                                              | 7-Gang-DSG (4)                                 | —                                              | —                                              |
| Leergewicht                                 | 1437 kg 1514 kg (7)                            | 1492 kg                                        | 1463 kg                                        | 1466 kg                                        | 1461 kg                                        | 1459 kg                                        |                                                | 1551 kg                                        | 1548 kg                                        | 1555 kg                                        |
| Höchstgeschwindigkeit                       | 238 km/h 234 km/h (7)                          | 243 km/h                                       | 250 km/h (abgeregelt)                          | 250 km/h (abgeregelt)                          | 250 km/h (abgeregelt) (5)                      | 250 km/h (abgeregelt) (6)                      | 270 km/h (abgeregelt)                          | 250 km/h (abgeregelt) (6)                      | 250 km/h (abgeregelt) (6)                      | 270 km/h (abgeregelt)                          |
| Beschleunigung, 0–100 km/h                  | 7,1 s 6,7 s (7)                                | 6,3 s                                          | 6,2 s                                          | 5,9 s                                          | 5,6 s                                          | 5,6 s                                          | 5,5 s                                          | 4,7 s                                          | 4,6 s                                          | 4,6 s                                          |
| Kraftstoffverbrauch auf 100 km (kombiniert) | 5,8 l Super 6,5 l Super (7)                    | 6,9–7,4 l Super                                | 6,5 l Super                                    | 7,1 l Super                                    | 6,6 l Super Plus                               | 7,5 l Super Plus                               | 7,5–7,9 l Super Plus                           | 7,8–8,2 l Super Plus                           | 8,1 l Super Plus                               | 8,1–8,3 l Super Plus                           |
| CO2-Emission                                | 133 g/km 148 g/km (7)                          | 157–168 g/km                                   | 149 g/km                                       | 162 g/km                                       | 151 g/km                                       | 171 g/km                                       | 172–181 g/km                                   | 178–185 g/km                                   | 184 g/km                                       | 182–186 g/km                                   |
| Abgasnorm                                   | Euro-6d-ISC-FCM                                | Euro 6e                                        | Euro-6d-ISC-FCM                                | Euro 6e                                        | Euro-6d-ISC-FCM                                | Euro 6e                                        | Euro 6e                                        | Euro-6d-ISC-FCM                                | Euro 6e                                        | Euro-6d-ISC-FCM                                |

### Plug-in-Hybride
|                                                       | 1.4 TSI eHybrid                                                           | 1.5 TSI eHybrid                                                           | GTE                                                                       | GTE                                                                       |
| ----------------------------------------------------- | ------------------------------------------------------------------------- | ------------------------------------------------------------------------- | ------------------------------------------------------------------------- | ------------------------------------------------------------------------- |
| Bauzeitraum                                           | 08/2020–04/2024                                                           | seit 04/2024                                                              | 08/2020–04/2024                                                           | seit 04/2024                                                              |
| Motorbauart, Zylinder/Ventile                         | R4/16-Ottomotor mit Turbolader, Benzindirekteinspritzung und Elektromotor | R4/16-Ottomotor mit Turbolader, Benzindirekteinspritzung und Elektromotor | R4/16-Ottomotor mit Turbolader, Benzindirekteinspritzung und Elektromotor | R4/16-Ottomotor mit Turbolader, Benzindirekteinspritzung und Elektromotor |
| Motorbaureihe, Verbrenner                             | VW EA211                                                                  | VW EA211 evo                                                              | VW EA211                                                                  | VW EA211 evo                                                              |
| Motorkennbuchstaben                                   | DGEA                                                                      | DUCB                                                                      | DGEA                                                                      | DUCA                                                                      |
| Motorbaureihe, Elektro                                | HEM80evo                                                                  | HEM80evo                                                                  | HEM80evo                                                                  | HEM80evo                                                                  |
| Hubraum                                               | 1395 cm³                                                                  | 1498 cm³                                                                  | 1395 cm³                                                                  | 1498 cm³                                                                  |
| max. Leistung bei min−1 (Verbrennungsmotor)           | 110 kW (150 PS)/5000–6000                                                 | 110 kW (150 PS)/5000–6000                                                 | 110 kW (150 PS)/5000–6000                                                 | 130 kW (177 PS)/5000–6000                                                 |
| max. Drehmoment bei min−1 (Verbrennungsmotor)         | 250 Nm/1550–3500                                                          | 250 Nm/1500–4000                                                          | 250 Nm/1550–3500                                                          | 250 Nm/1500–4000                                                          |
| max. Leistung bei min−1 (Elektromotor)                | 80 kW (110 PS)/                                                           | 85 kW (116 PS)                                                            | 80 kW (110 PS)/                                                           | 85 kW (116 PS)                                                            |
| max. Drehmoment bei min−1 (Elektromotor)              | 330 Nm/                                                                   | 330 Nm/                                                                   | 330 Nm/                                                                   | 330 Nm/                                                                   |
| max. Leistung bei min−1 (Systemleistung)              | 150 kW (204 PS)/5000–6000                                                 | 150 kW (204 PS)/5000–6000                                                 | 180 kW (245 PS)/5000–6000                                                 | 200 kW (272 PS)/5000–6000                                                 |
| max. Drehmoment bei min−1 (Systemleistung)            | 350 Nm/1550–3500                                                          | 350 Nm/1500–4000                                                          | 400 Nm/1550–3500                                                          | 400 Nm/1500–4000                                                          |
| Antriebsart                                           | Vorderradantrieb                                                          | Vorderradantrieb                                                          | Vorderradantrieb                                                          | Vorderradantrieb                                                          |
| Getriebe                                              | 6-Gang-Doppelkupplungsgetriebe (DQ400E)                                   | 6-Gang-Doppelkupplungsgetriebe (DQ400E)                                   | 6-Gang-Doppelkupplungsgetriebe (DQ400E)                                   | 6-Gang-Doppelkupplungsgetriebe (DQ400E)                                   |
| Höchstgeschwindigkeit                                 | 220 km/h elektrisch 140 km/h                                              | 220 km/h elektrisch 140 km/h                                              | 225 km/h elektrisch 140 km/h                                              | 230 km/h elektrisch 140 km/h                                              |
| Beschleunigung, 0–100 km/h                            | 7,4 s                                                                     | 7,2 s                                                                     | 6,7 s                                                                     | 6,6 s                                                                     |
| Leergewicht                                           | 1590 kg                                                                   | 1652 kg                                                                   | 1624 kg                                                                   | 1670 kg                                                                   |
| Kraftstoffverbrauch nach WLTP auf 100 km (kombiniert) | 0,9 l Super                                                               | 0,3 l Super                                                               | 1,6 l Super                                                               | 0,4 l Super                                                               |
| Akkukapazität                                         | 13 kWh (brutto) / 10,4 kWh (netto)                                        | 19,7 kWh (netto)                                                          | 13 kWh (brutto) / 10,4 kWh (netto)                                        | 19,7 kWh (netto)                                                          |
| Stromverbrauch nach WLTP auf 100 km (kombiniert)      | 13,8 kWh                                                                  | 14,7 kWh                                                                  | 16,6 kWh                                                                  | 15,9 kWh                                                                  |
| elektr. Reichweite nach NEFZ                          | 80 km                                                                     | 143 km                                                                    | 62 km                                                                     | 131 km                                                                    |
| CO2-Emission nach WLTP                                | 21 g/km                                                                   | 6 g/km                                                                    | 36 g/km                                                                   | 8 g/km                                                                    |
| Abgasnorm                                             | Euro 6d-ISC-FCM                                                           | Euro 6e                                                                   | Euro-6d-ISC-FCM                                                           | Euro 6e                                                                   |

### Dieselmotoren
|                                             | 2.0 TDI                                             | 2.0 TDI                                          | 2.0 TDI                                             | 2.0 TDI                                          | GTD                                              | 2.0 TDI (8)                                      |
| ------------------------------------------- | --------------------------------------------------- | ------------------------------------------------ | --------------------------------------------------- | ------------------------------------------------ | ------------------------------------------------ | ------------------------------------------------ |
| Bauzeitraum                                 | 12/2019–02/2024                                     | seit 04/2024                                     | 12/2019–02/2024                                     | seit 04/2024                                     | 10/2020–02/2024                                  | 11/2020–02/2024                                  |
| Motorbauart, Zylinder/Ventile               | R4/16, Turbolader, Common-Rail-Einspritzung, SCR    | R4/16, Turbolader, Common-Rail-Einspritzung, SCR | R4/16, Turbolader, Common-Rail-Einspritzung, SCR    | R4/16, Turbolader, Common-Rail-Einspritzung, SCR | R4/16, Turbolader, Common-Rail-Einspritzung, SCR | R4/16, Turbolader, Common-Rail-Einspritzung, SCR |
| Motorbaureihe                               | VW EA288 evo                                        | VW EA288 evo                                     | VW EA288 evo                                        | VW EA288 evo                                     | VW EA288 evo                                     | VW EA288 evo                                     |
| Motorkennbuchstaben                         | DTRD, DTRB, DSUD                                    | DXRC                                             | DSRB, DTSB                                          | DXRB                                             | DTUA                                             | DTUA                                             |
| Hubraum                                     | 1968 cm³                                            | 1968 cm³                                         | 1968 cm³                                            | 1968 cm³                                         | 1968 cm³                                         | 1968 cm³                                         |
| max. Leistung bei min−1                     | 85 kW (116 PS)/3250–4000                            | 85 kW (116 PS)/2750–4250                         | 110 kW (150 PS)/3500–4000                           | 110 kW (150 PS)/3000–4200                        | 147 kW (200 PS)/3600–4100                        | 147 kW (200 PS)/3600–4100                        |
| max. Drehmoment bei min−1                   | 300 Nm/1600–2500                                    | 300 Nm/1600–2500                                 | 360 Nm/1600–2750                                    | 360 Nm/1600–2750                                 | 400 Nm/1750–3500                                 | 400 Nm/1750–3500                                 |
| Antriebsart, serienmäßig                    | Vorderradantrieb                                    | Vorderradantrieb                                 | Vorderradantrieb                                    | Vorderradantrieb                                 | Vorderradantrieb                                 | Allradantrieb                                    |
| Getriebe, serienmäßig                       | 6-Gang-Schaltgetriebe                               | 6-Gang-Schaltgetriebe                            | 6-Gang-Schaltgetriebe                               | 7-Gang-Doppelkupplungsgetriebe                   | 7-Gang-Doppelkupplungsgetriebe                   | 7-Gang-Doppelkupplungsgetriebe                   |
| Getriebe, optional                          | 7-Gang-Doppelkupplungsgetriebe                      | —                                                | 7-Gang-Doppelkupplungsgetriebe                      | —                                                | —                                                | —                                                |
| Leergewicht                                 | 1380 kg                                             | 1387 kg                                          | 1465 kg                                             | 1441 kg                                          | 1465 kg                                          | 1616 kg                                          |
| Höchstgeschwindigkeit                       | 202 km/h                                            | 202 km/h                                         | 223 km/h                                            | 223 km/h                                         | 245 km/h                                         | 229 km/h                                         |
| Beschleunigung, 0–100 km/h                  | 10,2 s                                              | 10,2 s                                           | 8,8 s                                               | 8,0 s                                            | 7,1 s                                            | 7,1 s                                            |
| Kraftstoffverbrauch auf 100 km (kombiniert) | 3,5 l Diesel                                        | 4,3 l Diesel                                     | 3,7 l Diesel                                        | 4,5–5,0 l Diesel                                 | 4,4 l Diesel                                     | 4,8 l Diesel                                     |
| CO2-Emission                                | 91–93 g/km                                          | 114 g/km                                         | 97–99 g/km                                          | 118–131 g/km                                     | 117 g/km                                         | 128 g/km                                         |
| Abgasnorm                                   | Euro-6d-ISC-FCM (Euro 6d-TEMP-EVAP-ISC bis 09/2020) | Euro 6e                                          | Euro-6d-ISC-FCM (Euro 6d-TEMP-EVAP-ISC bis 09/2020) | Euro 6e                                          | Euro 6d-ISC-FCM                                  | Euro 6d-ISC-FCM                                  |

## Verkaufszahlen
In Deutschland wurden 2020 139.000 Golf VIII verkauft, in Europa 312.000, womit er dort das meistverkaufte Fahrzeug war. 2021 gingen die Verkaufszahlen in Deutschland auf rund 90.000 Golf VIII zurück, wobei er zeitweilig von Platz 1 der Zulassungsstatistik verdrängt wurde. 2022 wurden in Deutschland gut 84.000 Fahrzeuge verkauft, 2023 waren es 81.000.
2019 waren deutschlandweit noch über 200.000 Golf (hauptsächlich Golf VII) verkauft worden.